# Stubaitalbahn
| Ein Triebwagen beim Fahrtrichtungswechsel im Bahnhof Kreith |                        |                                                    |                                                    |
| Streckennummer (ÖBB): | 916 01                 |                                                    |                                                    |
| Kursbuchstrecke (ÖBB): | ehemals 320            |                                                    |                                                    |
| Streckenlänge: | 18,164 km              |                                                    |                                                    |
| Spurweite: | 1000 mm (Meterspur)    |                                                    |                                                    |
| Stromsystem: | seit 1983: 900 Volt =  |                                                    |                                                    |
| Stromsystem: | bis 1983: 3 kV 50 Hz ~ |                                                    |                                                    |
| Maximale Neigung: | 46 ‰                   |                                                    |                                                    |
| Minimaler Radius: | 40 m                   |                                                    |                                                    |
| |                        |                                                    |                                                    |
| \| \| \| Straßenbahn Innsbruck \| \| \| \| \| Innsbruck Stubaitalbahnhof (seit 1983) \| \| \| \| 0,000 \| Stubaitalbahnhof (bis 1983, heute TMB) \| 589,5 m ü. A. \| \| \| 0,086 \| \| \| \| \| 0,300 \| Inntal Autobahn \| Inntal Autobahn \| \| \| 0,700 \| Brenner Autobahn \| Brenner Autobahn \| \| \| 1,100 \| Innsbrucker Tunnel (158 m) \| Innsbrucker Tunnel (158 m) \| \| \| 2,240 \| Brennerstraße \| Brennerstraße \| \| \| 2,350 \| Innsbruck Sonnenburgerhof \| 678,56 m ü. A. \| \| \| 2,897 \| Gärberbach \| 705,23 m ü. A. \| \| \| 3,550 \| Natters Hölltal \| Natters Hölltal \| \| \| 3,707 \| Natter Landesstraße \| Natter Landesstraße \| \| \| 4,495 \| Bahnhofstraße \| Bahnhofstraße \| \| \| 4,520 \| Natters \| 765,14 m ü. A. \| \| \| 4,610 \| Hinteranger \| Hinteranger \| \| \| 5,387 \| Innsbrucker Straße \| Innsbrucker Straße \| \| \| 5,440 \| Mutters Burgstall \| Mutters Burgstall \| \| \| \| Ladegleis (seit 2015) \| \| \| \| 6,022 \| Mutters \| 818,65 m ü. A. \| \| \| 6,082 \| Innsbrucker Straße \| Innsbrucker Straße \| \| \| 7,000 \| Mutters Birchfeld \| Mutters Birchfeld \| \| \| 7,050 \| Dorfstraße \| Dorfstraße \| \| \| 7,285 \| Zufahrt \| Zufahrt \| \| \| 7,700 \| Mutters Nockhofweg \| Mutters Nockhofweg \| \| \| 7,791 \| Schulgasse \| Schulgasse \| \| \| 7,900 \| \| \| \| \| 7,900 \| Mutterer Tunnel (148 m), bis August 2017 \| Mutterer Tunnel (148 m), bis August 2017 \| \| \| 8,100 \| Mühlgrabenviadukt (109 m), bis August 2017 \| Mühlgrabenviadukt (109 m), bis August 2017 \| \| \| 7,930 \| Mühlgrabenviadukt (153 m), seit November 2017 \| Mühlgrabenviadukt (153 m), seit November 2017 \| \| \| 8,425 \| Mutters Raitis (bis 1983) \| 904,6 m ü. A. \| \| \| 8,565 \| \| \| \| \| 8,3058,565 \| Fehlerprofil \| Fehlerprofil \| \| \| 8,667 \| Zufahrt \| Zufahrt \| \| \| 8,690 \| Mutters Raitis (seit 1983) \| Mutters Raitis (seit 1983) \| \| \| 9,120 \| Mutters Feldeler \| Mutters Feldeler \| \| \| 9,598 \| Zufahrt \| Zufahrt \| \| \| 9,825 \| Mutters Außerkreith \| 947,5 m ü. A. \| \| \| 9,952 \| Mutterer Straße \| Mutterer Straße \| \| \| 10,060 \| Zufahrt \| Zufahrt \| \| \| 10,650 \| Mutters Kreith \| 980 m ü. A. \| \| \| 11,200 \| Kreither Viadukt (110 m) \| Kreither Viadukt (110 m) \| \| \| 11,680 \| Mutters Brandeck \| Mutters Brandeck \| \| \| 12,674 \| Telfes Telfer Wiesen \| 1002 m ü. A. \| \| \| 15,080 \| Telfes Luimes \| 1006 m ü. A. \| \| \| 16,217 \| Telfes Ort \| 1003,25 m ü. A. \| \| \| 16,353 \| Bahnhofsweg \| Bahnhofsweg \| \| \| 17,120 \| Telfes StuBay (bis 14. Dezember 2014 „Tenniscamp“) \| Telfes StuBay (bis 14. Dezember 2014 „Tenniscamp“) \| \| \| 18,078 \| Bahnstraße \| Bahnstraße \| \| \| 18,164 \| Fulpmes \| 936,25 m ü. A. \| \| \| 18,248 \| Remise Fulpmes \| Remise Fulpmes \| |                        |                                                    |                                                    |
| U-Bahn-Abzweig quer, von links und von rechts |                        | Straßenbahn Innsbruck                              | Straßenbahn Innsbruck                              |
| U-Bahn-Haltepunkt / Haltestelle |                        | Innsbruck Stubaitalbahnhof (seit 1983)             | Innsbruck Stubaitalbahnhof (seit 1983)             |
| U-Bahn-Grenze mit Eisenbahn · Betriebs-/Güterbahnhof Streckenanfang | 0,000                  | Stubaitalbahnhof (bis 1983, heute TMB)             | 589,5 m ü. A.                                      |
| Abzweig geradeaus und von links · Strecke nach rechts | 0,086                  |                                                    |                                                    |
| | 0,300                  | Inntal Autobahn                                    | Inntal Autobahn                                    |
| | 0,700                  | Brenner Autobahn                                   | Brenner Autobahn                                   |
| Tunnel | 1,100                  | Innsbrucker Tunnel (158 m)                         | Innsbrucker Tunnel (158 m)                         |
| Bahnübergang | 2,240                  | Brennerstraße                                      | Brennerstraße                                      |
| Bahnhof | 2,350                  | Innsbruck Sonnenburgerhof                          | 678,56 m ü. A.                                     |
| Haltepunkt / Haltestelle | 2,897                  | Gärberbach                                         | 705,23 m ü. A.                                     |
| Bahnhof | 3,550                  | Natters Hölltal                                    | Natters Hölltal                                    |
| Bahnübergang | 3,707                  | Natter Landesstraße                                | Natter Landesstraße                                |
| Bahnübergang | 4,495                  | Bahnhofstraße                                      | Bahnhofstraße                                      |
| Haltepunkt / Haltestelle | 4,520                  | Natters                                            | 765,14 m ü. A.                                     |
| Bahnübergang | 4,610                  | Hinteranger                                        | Hinteranger                                        |
| Bahnübergang | 5,387                  | Innsbrucker Straße                                 | Innsbrucker Straße                                 |
| Haltepunkt / Haltestelle | 5,440                  | Mutters Burgstall                                  | Mutters Burgstall                                  |
| Abzweig geradeaus und von links · Betriebs-/Güterbahnhof Streckenende und quer |                        | Ladegleis (seit 2015)                              | Ladegleis (seit 2015)                              |
| Bahnhof | 6,022                  | Mutters                                            | 818,65 m ü. A.                                     |
| Bahnübergang | 6,082                  | Innsbrucker Straße                                 | Innsbrucker Straße                                 |
| Haltepunkt / Haltestelle | 7,000                  | Mutters Birchfeld                                  | Mutters Birchfeld                                  |
| Bahnübergang | 7,050                  | Dorfstraße                                         | Dorfstraße                                         |
| Bahnübergang | 7,285                  | Zufahrt                                            | Zufahrt                                            |
| Bahnhof | 7,700                  | Mutters Nockhofweg                                 | Mutters Nockhofweg                                 |
| Bahnübergang | 7,791                  | Schulgasse                                         | Schulgasse                                         |
| Abzweig ehemals geradeaus und nach links · Strecke von rechts | 7,900                  |                                                    |                                                    |
| Tunnel (Strecke außer Betrieb) · Strecke | 7,900                  | Mutterer Tunnel (148 m), bis August 2017           | Mutterer Tunnel (148 m), bis August 2017           |
| Brücke (Strecke außer Betrieb) · Strecke | 8,100                  | Mühlgrabenviadukt (109 m), bis August 2017         | Mühlgrabenviadukt (109 m), bis August 2017         |
| Strecke (außer Betrieb) · Brücke | 7,930                  | Mühlgrabenviadukt (153 m), seit November 2017      | Mühlgrabenviadukt (153 m), seit November 2017      |
| Haltepunkt / Haltestelle (Strecke außer Betrieb) · Strecke | 8,425                  | Mutters Raitis (bis 1983)                          | 904,6 m ü. A.                                      |
| Abzweig ehemals geradeaus und von links · Strecke nach rechts | 8,565                  |                                                    |                                                    |
| Kilometer-Wechsel | 8,3058,565             | Fehlerprofil                                       | Fehlerprofil                                       |
| Bahnübergang | 8,667                  | Zufahrt                                            | Zufahrt                                            |
| Haltepunkt / Haltestelle | 8,690                  | Mutters Raitis (seit 1983)                         | Mutters Raitis (seit 1983)                         |
| Bahnhof | 9,120                  | Mutters Feldeler                                   | Mutters Feldeler                                   |
| Bahnübergang | 9,598                  | Zufahrt                                            | Zufahrt                                            |
| Haltepunkt / Haltestelle | 9,825                  | Mutters Außerkreith                                | 947,5 m ü. A.                                      |
| Bahnübergang | 9,952                  | Mutterer Straße                                    | Mutterer Straße                                    |
| Bahnübergang | 10,060                 | Zufahrt                                            | Zufahrt                                            |
| Bahnhof | 10,650                 | Mutters Kreith                                     | 980 m ü. A.                                        |
| Brücke | 11,200                 | Kreither Viadukt (110 m)                           | Kreither Viadukt (110 m)                           |
| Haltepunkt / Haltestelle | 11,680                 | Mutters Brandeck                                   | Mutters Brandeck                                   |
| Bahnhof | 12,674                 | Telfes Telfer Wiesen                               | 1002 m ü. A.                                       |
| Bahnhof | 15,080                 | Telfes Luimes                                      | 1006 m ü. A.                                       |
| Bahnhof | 16,217                 | Telfes Ort                                         | 1003,25 m ü. A.                                    |
| Bahnübergang | 16,353                 | Bahnhofsweg                                        | Bahnhofsweg                                        |
| Haltepunkt / Haltestelle | 17,120                 | Telfes StuBay (bis 14. Dezember 2014 „Tenniscamp“) | Telfes StuBay (bis 14. Dezember 2014 „Tenniscamp“) |
| Bahnübergang | 18,078                 | Bahnstraße                                         | Bahnstraße                                         |
| Bahnhof | 18,164                 | Fulpmes                                            | 936,25 m ü. A.                                     |
| | 18,248                 | Remise Fulpmes                                     | Remise Fulpmes                                     |

Koordinaten: 47° 15′ 10″ N, 11° 23′ 53″ O
Die Stubaitalbahn ist eine 18,164 Kilometer lange Nebenbahn von Innsbruck nach Fulpmes in Tirol. Die meterspurige Stichbahn verläuft vom Innsbrucker Stadtteil Wilten über die Ortschaften Natters, Mutters, Kreith und Telfes. Die Züge nach Fulpmes verkehren unter der Linienbezeichnung STB nach dem Tram-Train-Prinzip durchgehend ab Innsbruck Hauptbahnhof und benutzen bis zum Stubaitalbahnhof die Gleise der Linien 1 und 3 der Straßenbahn Innsbruck.
Die Bahnhöfe Sonnenburgerhof, Hölltal, Mutters, Nockhofweg, Feldeler, Kreith, Telfer Wiesen, Luimes, Telfes verfügen – auf der ansonsten eingleisigen Überlandstrecke – über Ausweichen, die im Regelfall im Linksverkehr befahren werden. Der Endbahnhof Fulpmes ist dreigleisig.

## Geschichte

### Planung und Bau

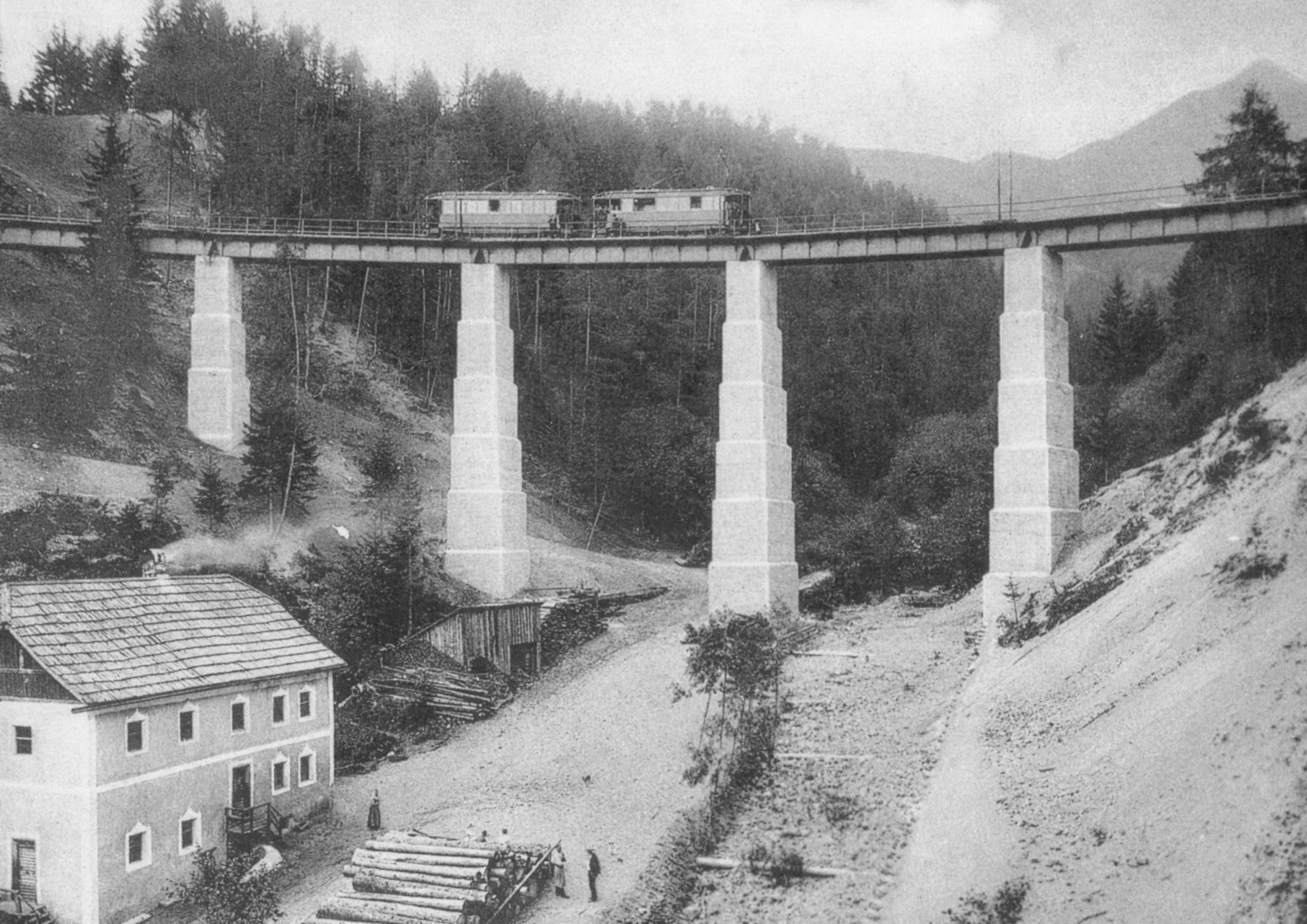
Zwei Triebwagen auf dem Mutterer Viadukt bei einer Probebefahrung vor der Eröffnung

1888 gab es bereits erste Überlegungen, eine Bahn in das Stubaital zu bauen, da am Eingang des Tals Eisen verarbeitende Betriebe angesiedelt waren und die Straße sich in einem recht schlechten Zustand befand. Allerdings scheiterte das Projekt am Einspruch der betroffenen Gemeinden. 1895 schlug der Direktor der Localbahn Innsbruck–Hall i. Tirol (L.B.I.H.i.T.) vor, eine Lokalbahn entlang der Brennerstraße und dem Fluss Ruetz ins Stubaital bis Matrei am Brenner zu bauen und dabei die Gemeinden Telfes, Fulpmes, Mieders und Schönberg mit einzubeziehen. Der Tiroler Eisenbahnpionier Josef Riehl, der mit der Detailplanung der Trasse beauftragt wurde, schlug eine andere Route über Natters, Mutters und Kreith nach Telfes vor. 1899 wurde die Planung der Straße ins Stubaital endgültig aufgegeben, da sich dieses Projekt als zu unwirtschaftlich erwies. Von nun an wandte man sich endgültig dem Bahnprojekt zu. Die Bahn sollte die gleichen Richtwerte wie die bereits in Bau befindliche Innsbrucker Mittelgebirgsbahn (heute Linie 6 der Innsbrucker Straßenbahn) aufweisen.
Doch bereits bei der Planung gab es zahlreiche Hürden. So plante man, dem Verlauf der Brennerstraße von Wilten zu folgen, doch das Militär verlangte für diesen Fall die Verbreiterung der Straße um einen Meter und das Verlegen des Gleises in der Straße, was die Bahn wieder unwirtschaftlich gemacht hätte. So beschloss man, nur noch ungefähr dem Lauf der Straße zu folgen. Ende 1900 wurde dem Bahnbaukomitee mitgeteilt, dass die Monarchie sich an den Kosten nur dann beteilige, wenn die Bahn bloß bis Fulpmes errichtet werde.
Die Trassenrevision fand Mitte 1901 statt. Es war nur noch die Finanzierung unklar. Die Stadt Innsbruck, die auch Aktien der Stubaitalbahn hielt, schlug vor, die Bahn mit dem Strom des neu gebauten Sillkraftwerkes zu betreiben, das mehr Leistung liefern konnte als die Stadt benötigte. Allerdings fehlte vorerst die Technik, da Wechselstrommotoren mit entsprechender Leistung und Abmessungen damals noch nicht entwickelt waren, um das Angebot nutzen zu können. Die AEG-Union (damals Union-Elektricitäts-Gesellschaft) jedoch suchte eine Erprobungsmöglichkeit für einen neu entworfenen Wechselstrommotor (Repulsionsmotor) der Ingenieure Winter und Eichberg. Ing. Riehl konnte sich mit der AEG-Union darauf einigen, dass diese Motoren auf der zukünftigen Stubaitalbahn verwendet würden, falls die AEG das fehlende Kapital für den Bau zur Verfügung stellte.
Der Spatenstich für die meterspurige Bahnstrecke erfolgte Mitte 1903. Auf Grund des geringen Kapitals passte Ing. Riehl die Strecke den Landschaftsformen an. Große Probleme bereitete der Untergrund entlang der gesamten Strecke, da das Gelände nicht sehr stabil ist.
Im Juli 1904 waren die Bauarbeiten abgeschlossen. Vom Bahnhof Wilten-Stubai, der in der Nähe des Bergisel-Bahnhofs der L.B.I.H.i.T. lag, führte die Strecke zu den Haltestellen Berg Isel–Plateau (heute: Sonnenburgerhof), Gärberbach und Natters und von dort weiter zum Bahnhof Mutters. Anschließend verläuft die Strecke vorbei an der Haltestelle Raitis zum Bahnhof Kreith. Von dort geht es weiter an der Haltestelle Luimes-Mieders vorbei, durch den Bahnhof Telfes hindurch zum Endbahnhof Fulpmes. Das Unterwerk befand sich bei der Stephansbrücke und die Einspeisung des Fahrstroms ungefähr in Streckenmitte.
Die Bezeichnung des Unternehmens war Aktiengesellschaft Stubaitalbahn (A.G.St.B.). Aktienhalter waren unter anderem die Stadt Innsbruck, die L.B.I.H.i.T., die AEG-Union, sowie einige kleinere Aktionäre. Die Betriebsleitung oblag der L.B.I.H.i.T.

### Betrieb

#### Wechselstrom-Ära (1904–1983)

##### Anfänge der Stubaitalbahn (1904–1914)

Ansprache von Erzherzog Eugen zur Eröffnung der Stubaitalbahn

Im Juli 1904 wurde der Probebetrieb aufgenommen. Am Anfang standen der Stubaitalbahn drei Triebwagen, sechs Beiwagen und vier Güterwagen zur Verfügung. Allerdings gab es einige gravierende Probleme. Die Motoren erwiesen sich als so unwirtschaftlich, dass man in der Folge beschloss, den ein Jahr später eröffneten Straßenbahnbetrieb in Innsbruck mit Gleichstrom zu betreiben, sodass die Stubaitalbahn die Stadtstrecke vorerst nicht zur Weiterfahrt zum Südbahnhof (heute Hauptbahnhof) benutzen konnte. Auch erwiesen sich die gelieferten Beiwagen als weniger ideal, da der lange Radstand Probleme bereitete. Die Spur musste etwas erweitert werden, wofür man aber auch breitere Radreifen beschaffen musste.
Zwar war die gesamte Oberleitung als Kettenfahrdraht ausgelegt, aber der Tragdraht war vom Fahrdraht isoliert, wodurch die Stromleitung alleine über den Fahrdraht erfolgte, was zu starkem Spannungsabfall führte. So konnte kein Beiwagenbetrieb zur Betriebseröffnung am 1. August 1904 stattfinden. Um dieses Betriebshindernis auszugleichen, wurden Umspannwerke bei den Bahnhöfen Telfes und Kreith sowie bei der Haltestelle Berg Isel–Plateau gebaut und dort jeweils eingespeist, sodass ab Oktober 1904 der Betrieb ungehindert möglich wurde. Ab da stieg das Verkehrsaufkommen so stark an, dass bereits im Folgejahr ein weiterer Triebwagen sowie vier weitere Güterwagen beschafft werden mussten. Die Bahn fuhr in einem 75-Minuten-Intervall bei 75 Minuten Fahrzeit.
1908 musste die Remise aufgrund des wachsenden Fuhrparks um ein Gleis auf gesamt drei Gleise erweitert werden. Auch wurde im Winter dieses Jahres die Haltestelle Nockhofweg wegen der steigenden Anzahl an Wintersportlern eröffnet, die durch die Anbindung der Muttereralmbahn dazukamen. 1912 bestellte man nochmals zwei weitere Güterwagen.

##### Probleme ab dem Ersten Weltkrieg (1914–1960)
Während des Ersten Weltkriegs musste die Bahn viele Verwundetentransporte in das Militärspital in Fulpmes übernehmen. Die Triebwagen hatten dabei kaum noch Ruhepausen, was zu extremen Materialverschleiß führte. Ende des Krieges war nur noch ein Triebwagen betriebsfähig, weshalb eine Dampflok der Mittelgebirgsbahn ausgeliehen wurde. 1926 wurde die Haltestelle Telfer Wiesen eröffnet. Um auch elektrische Energie aus dem Achenseekraftwerk beziehen zu können wurde die Nennspannung und Netzfrequenz des Sillkraftwerks von vormals 2,5 Kilovolt bei 42,5 Hertz auf 3 Kilovolt bei 50 Hertz geändert.
1928 wurden die im Weltkrieg stark beanspruchten Motoren gegen neue getauscht, allerdings erfüllte sich die Hoffnung, dass diese weniger Verschleiß hätten, nicht.
1929 wurde überlegt, die Bahn auf einem eigenen Gleis bis zum Südbahnhof zu verlängern, allerdings wurde dieses Projekt durch die Weltwirtschaftskrise verhindert. Der Anschluss an das Deutsche Reich 1938 steigerte das Fahrgastaufkommen sehr. Der bis dahin nur notdürftig reparierte Oberbau musste 1941 erneuert werden, um dem gestiegenen Transportaufkommen gerecht zu werden. In den nächsten zwei Jahren wurden weite Teile der Strecke renoviert und 1948 wurden die alten Schienen (Profil XXX) schließlich vollständig gegen das schwerere Schienenprofil XXIVa getauscht. 1953 bekam der Fuhrpark Verstärkung durch zwei Beiwagen der Rechtsufrigen Thunerseebahn (STI).
1952 wurde der Kreuzungspunkt Hölltal eröffnet, um den Skitouristentransport zum Nockhofweg im 30-Minuten-Intervall abwickeln zu können.

##### Modernisierung der Bahn (1960–1983)

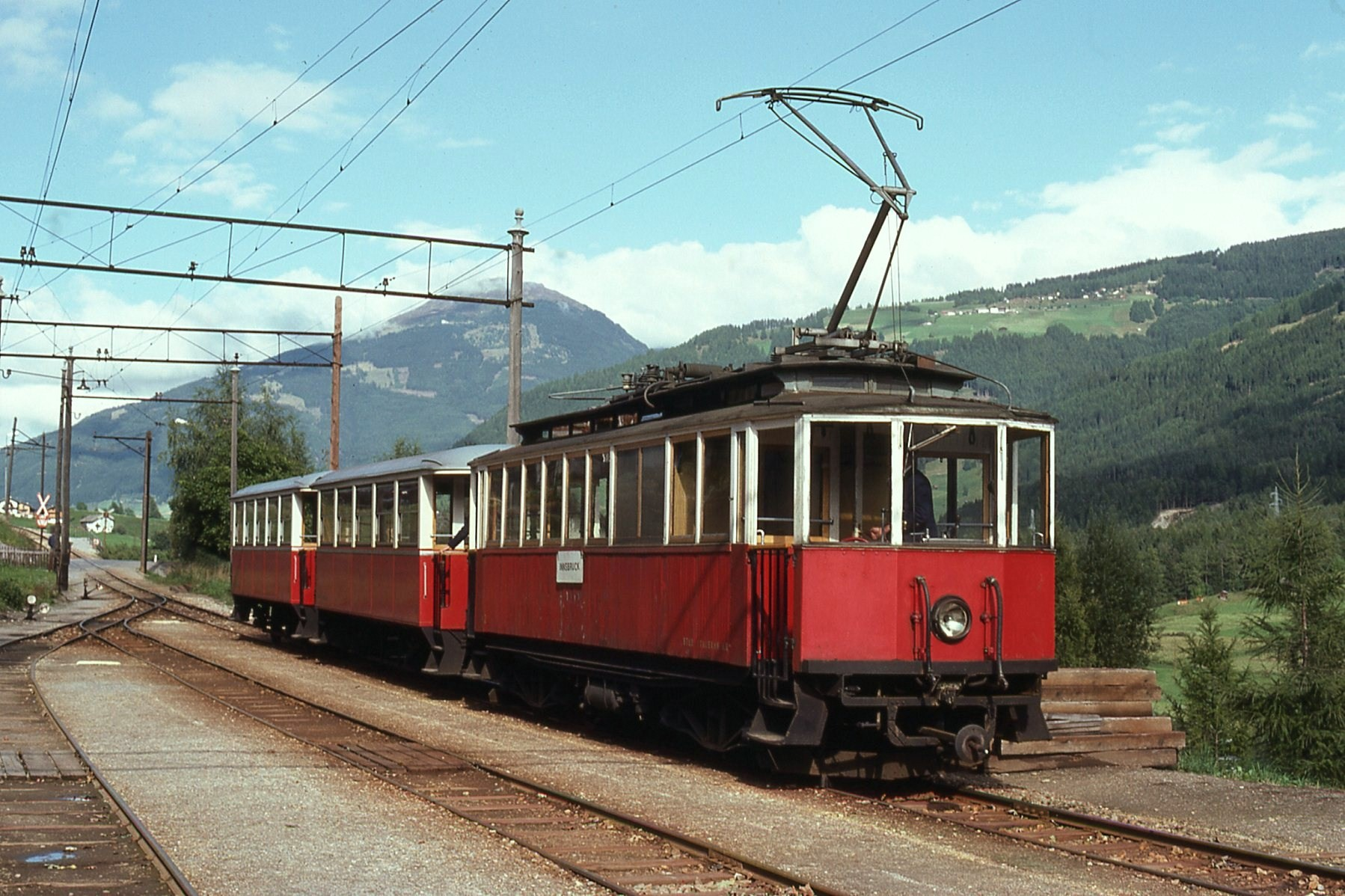
Wechselstrom-Triebwagen mit zwei Beiwagen in Fulpmes

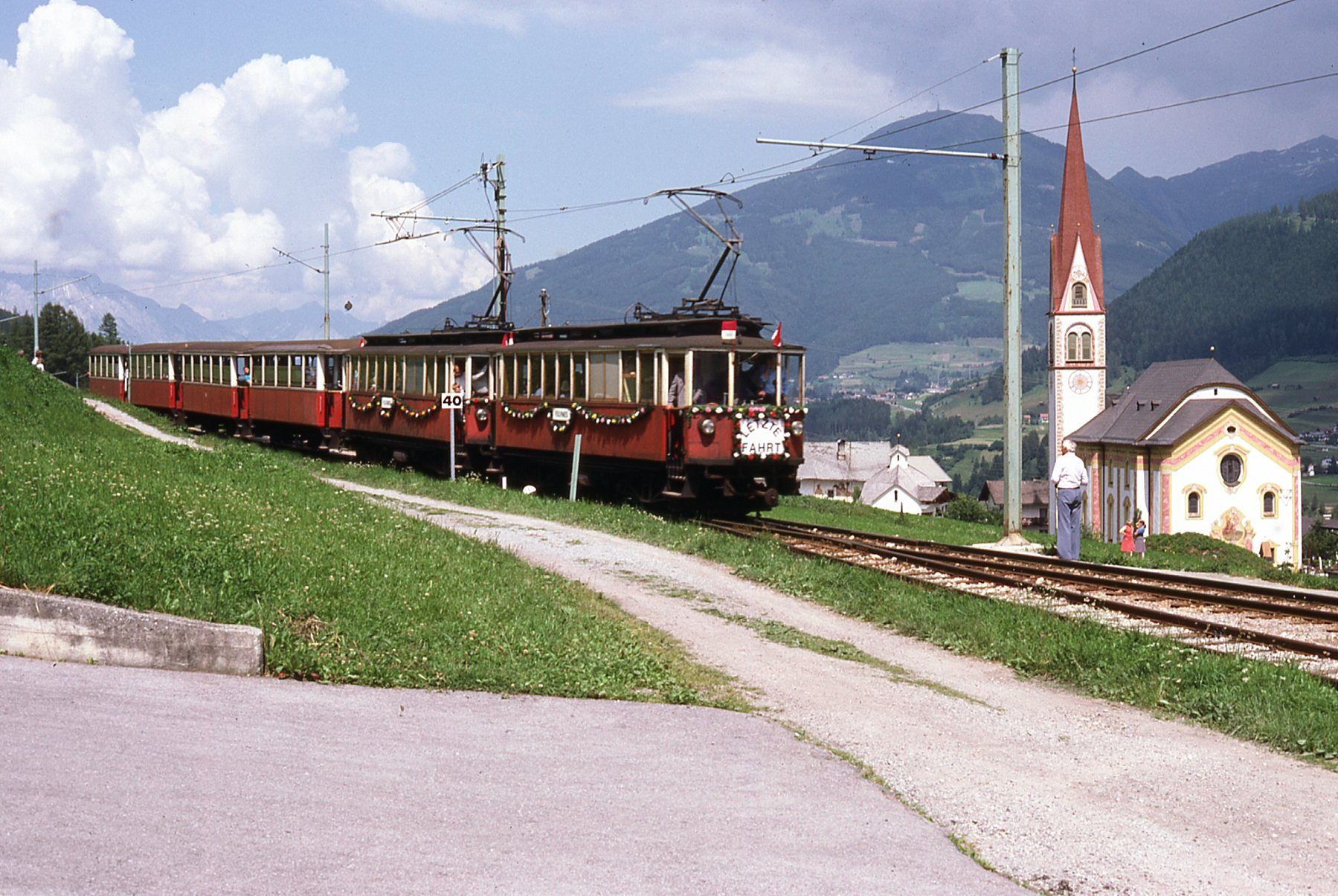
Die letzte Fahrt der „alten Stubaier“

1962 wurden die Gemeinden des Stubaitales befragt, ob die Bahn modernisiert oder eingestellt werden solle. Ein für die Bahn positives Befragungsergebnis führte dazu, dass der Fuhrpark generalüberholt werden musste. Die hölzernen Wagenkästen der Beiwagen wurden abgebrochen und neue, verblechte Wagenkästen wurden auf den alten Fahrgestellen aufgebaut. Das Bremssystem wurde erneuert, Ende der 1960er Jahre wurden die Thunerseebeiwagen ausgemustert und ein zusätzlicher Beiwagen aus Ersatzteilen aufgebaut.
Die neue Brenner- und Inntalautobahn sollte genau durch den Betriebshof der Stubaitalbahn führen, womit der Betrieb vor der Einstellung stand. Um nicht noch den desolaten Fahrdraht der Bahn tauschen zu müssen, wurden neue Scherenstromabnehmer beschafft, die statt eines Aluminiumschleifstückes über ein Kohleschleifstück verfügten, welches den Fahrdraht wesentlich weniger beanspruchte. Allerdings kam es dann doch nicht zur Einstellung der Bahn, die Trasse der Autobahn wurde stattdessen umgeplant.
1971 stellte man die Postbeförderung und 1974 den Güterverkehr auf der Stubaitalbahn ein, da die Konkurrenz der Straße zu groß wurde. 1974 wurde schließlich die Fahrleitung erneuert, wozu man Material des gerade eingestellten Innsbrucker Oberleitungsbusses sowie der eingestellten Lokalbahn Innsbruck–Hall in Tirol verwendete.
1977 wurde der Bahnfunk auf der Stubaitalbahn eingeführt. Auch verlangte die Aufsichtsbehörde den Ersatz der Mittelscheinwerfer durch zwei Seitenleuchten. 1979 fand die erste Probefahrt mit einem Gleichstromtriebwagen (ehemalige Hagener) auf der Stubaitalbahn statt, wozu aus dem Straßenbahnnetz der Stadt Gleichstrom eingespeist wurde.

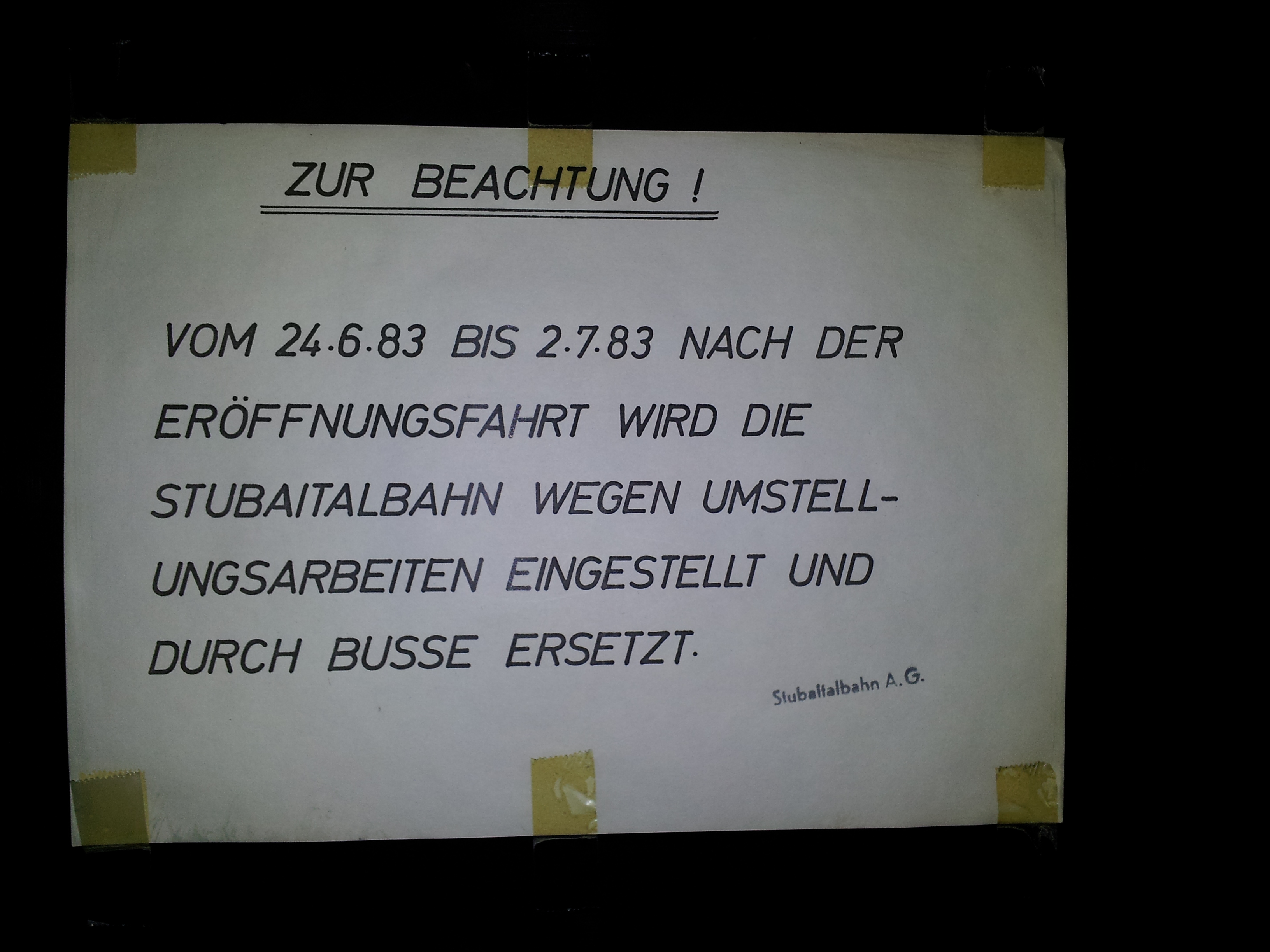
Die Umstellung wurde in den alten Triebwagen angekündigt

Am 30. Mai 1981 wurden die Haltestellen Birchfeld und Stubay (bis 14. Dezember 2014 Tenniscamp) eröffnet (zweite nur taleinwärts, um die Motoren nicht durch Anfahrt in der Steigung übermäßig zu belasten), sowie ein Gleichrichterwerk in Kreith gebaut.
Am 23. Juni 1983 verließ schließlich der letzte Zug mit Wechselspannung den Stubaitalbahnhof. Damit ging die Ära der „alten Stubaier“, wie die Stubaitalbahn mit ihren nostalgischen Fahrzeugen genannt wurde, zu Ende.

#### Gleichstrom-Ära (seit 1983)

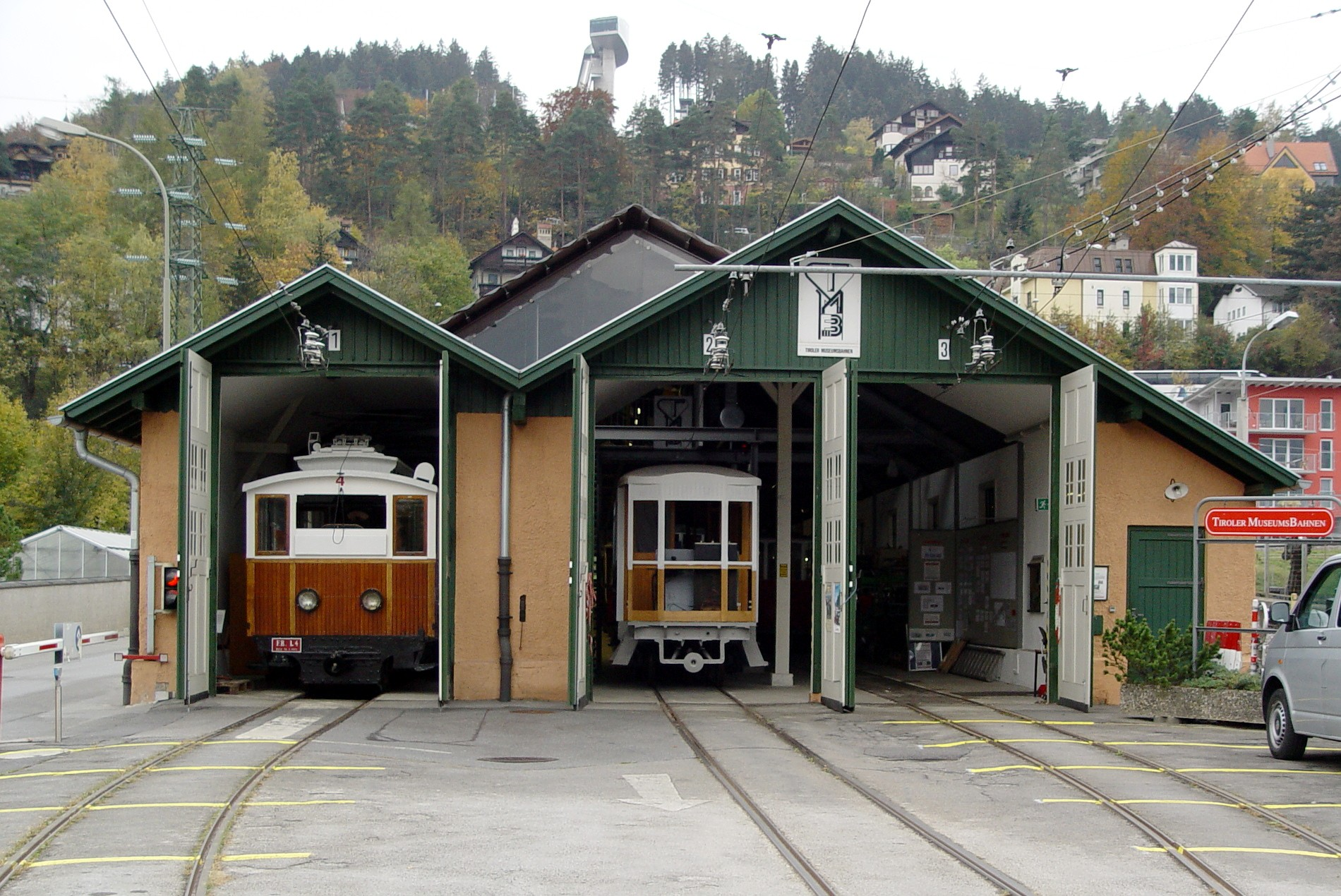
Die Remise am Innsbrucker Stubaitalbahnhof beherbergt heute das Localbahnmuseum

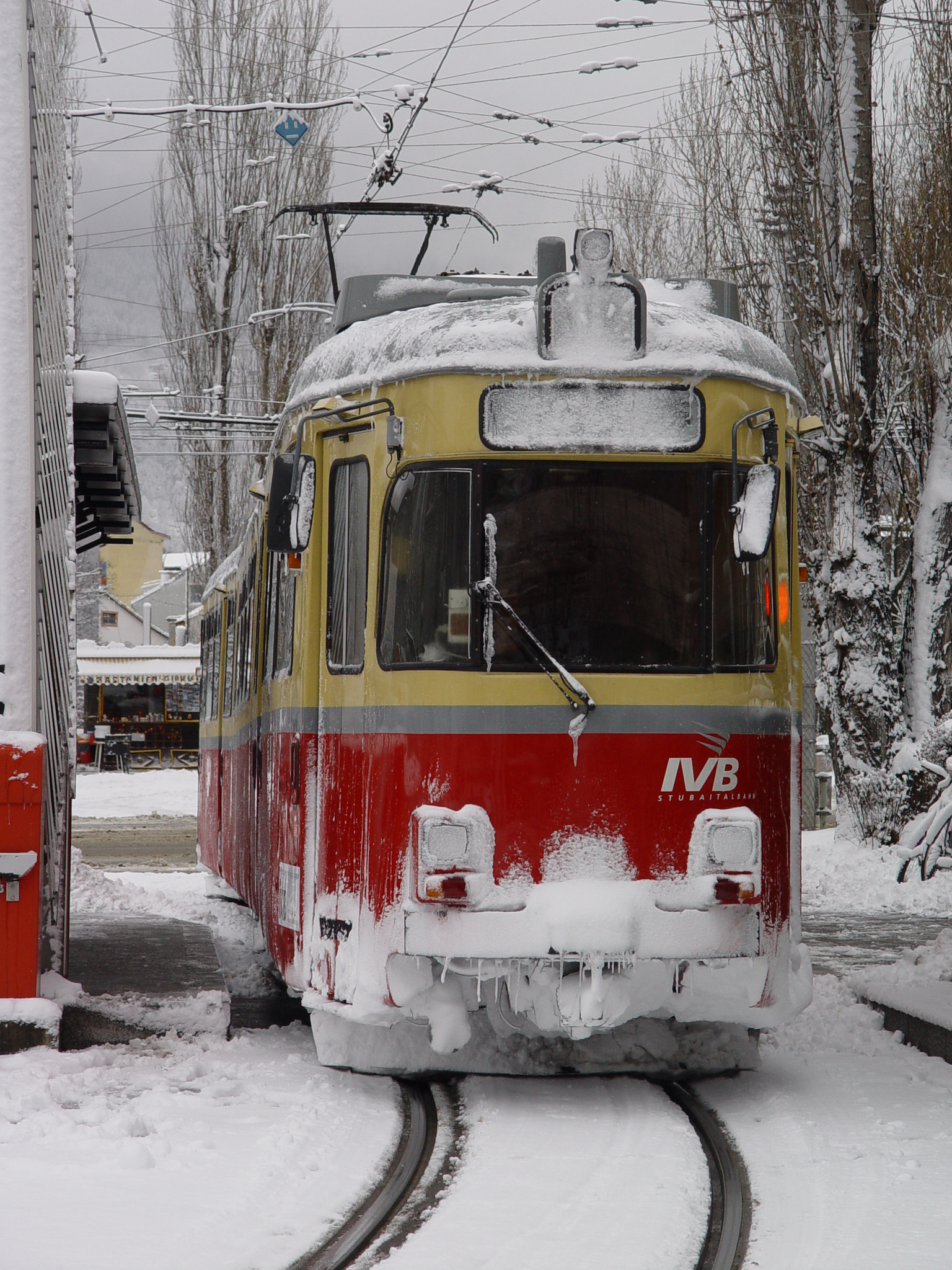
Triebwagen im Winterbetrieb

##### Umstellung (1983–1994)
Nach einigen Tagen Schienenersatzverkehr wurde am 2. Juli 1983 der Betrieb mit Gleichstromtriebwagen aufgenommen, die erstmals über das Straßenbahnnetz von und zum Hauptbahnhof fuhren. Gleichzeitig wurden ein starrer 50-Minuten-Takt eingeführt und die Fahrtzeit verkürzt. Benötigten die Reisenden vorher vom Hauptbahnhof nach Fulpmes inklusive Umstieg zirka 75 Minuten, benötigten die neuen Züge für die Fahrt vom Hauptbahnhof bis Fulpmes nur noch etwa eine Stunde, wobei auf die Überlandstrecke knapp 50 Minuten entfielen. In der Haltestelle Telfer Wiesen wurde das Abstellgleis mit Hilfe einer zweiten Weiche zu einer Ausweiche und die Station damit zu einem Bahnhof erweitert. Die Zugkreuzungen fanden ab jetzt in Hölltal und Telfer Wiesen statt.
Am 31. Mai 1987 wurde die Haltestelle Brandeck eröffnet. Um dem gestiegenen Fahrgastaufkommen gerecht zu werden, wegen behördlicher Auflagen und weil die Beschaffung neuer Fahrzeuge wegen der geringen Stückzahl zu teuer geworden wäre, wurden die Gleichstrom-Triebwagen Anfang der 1990er Jahre modernisiert.
1993 wurde die Haltestelle Luimes zu einem Bahnhof erweitert und die Haltestelle Feldeler in Betrieb genommen.

##### Zusammenstoß und Folgen für die Zugsicherung (1995–2000)

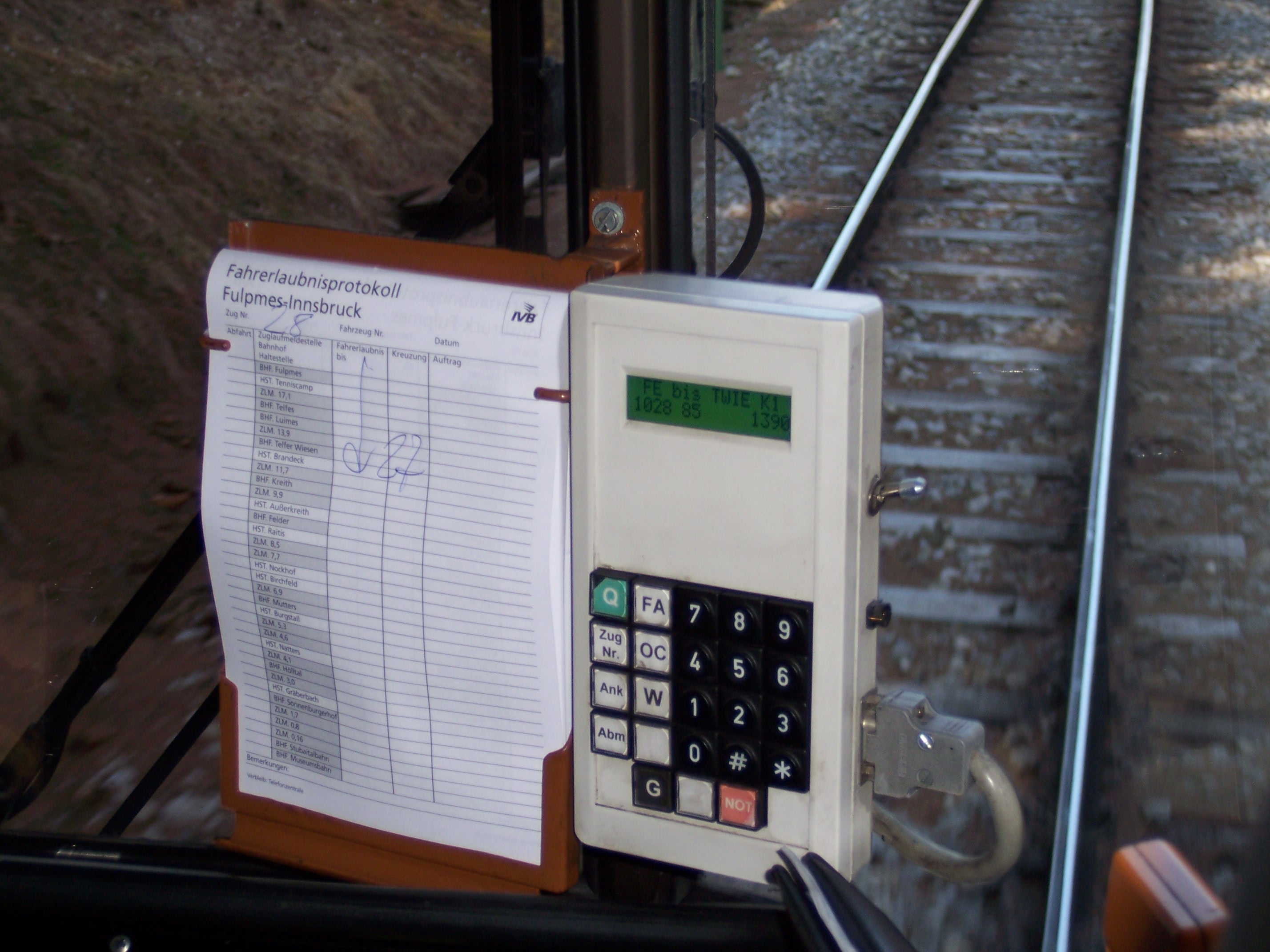
Bedienelement des Zugleitsystems (1995–2009)

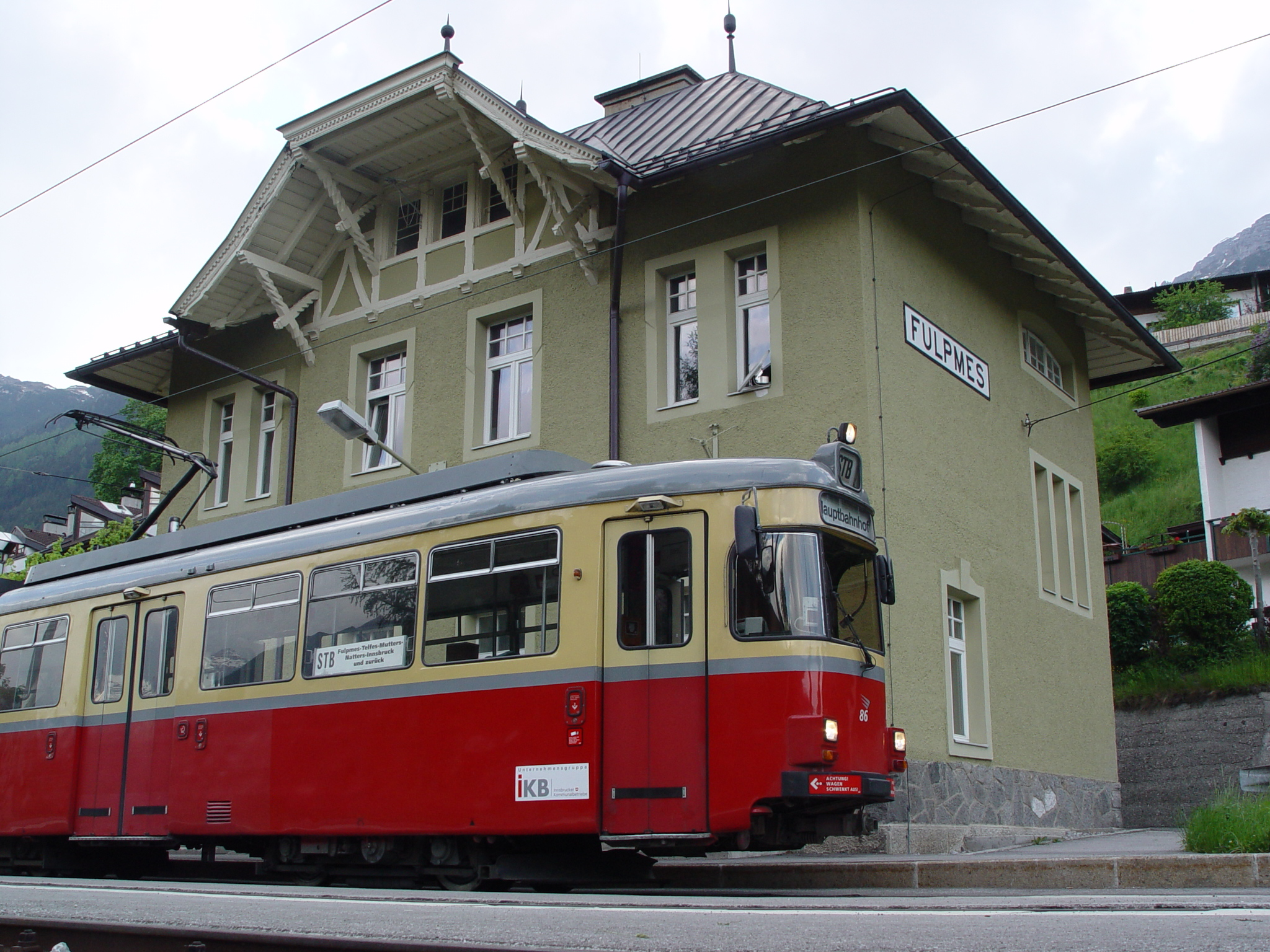
Bahnhof Fulpmes

Am 21. April 1995 kam es zu einem schweren Unfall unterhalb von Mutters, da ein Fahrer vergaß, in Mutters die Zugkreuzung abzuwarten, sondern weiterfuhr und mit einem entgegenkommenden Schülerzug zusammenstieß. Bei dem Unfall wurden zwei Personen schwer und 13 Personen leicht verletzt, darunter die beiden Fahrer, und die beiden führenden Wagenteile irreparabel beschädigt. Infolgedessen ging 1996 eine erste Stufe des Funkfahrbetriebs – einem neuen, rechnergestützten Zugleitsystem – in Betrieb, das dem Fahrpersonal die Fahrtfreigabe anzeigt und beim Überfahren einer Bake alle auf der Strecke befindlichen Züge warnt. 1997 wurde der schaffnerlose Betrieb eingeführt.
1996 fusionierte die Stubaitalbahn A.G. mit der Innsbrucker Verkehrsbetriebe zur Innsbrucker Verkehrsbetriebe und Stubaitalbahn GmbH.
Aufgrund der starken Schneefälle 1999 mussten im April die Brennerstraße und Brennerautobahn für einen Tag gesperrt werden, womit die Stubaitalbahn für einen Tag die einzige Verbindung aus dem Tal heraus war. Seit 1998 ist die Fahrradmitnahme in der Stubaitalbahn erlaubt.

##### Vorbereitung Niederflurtriebwagen (2000–2008)

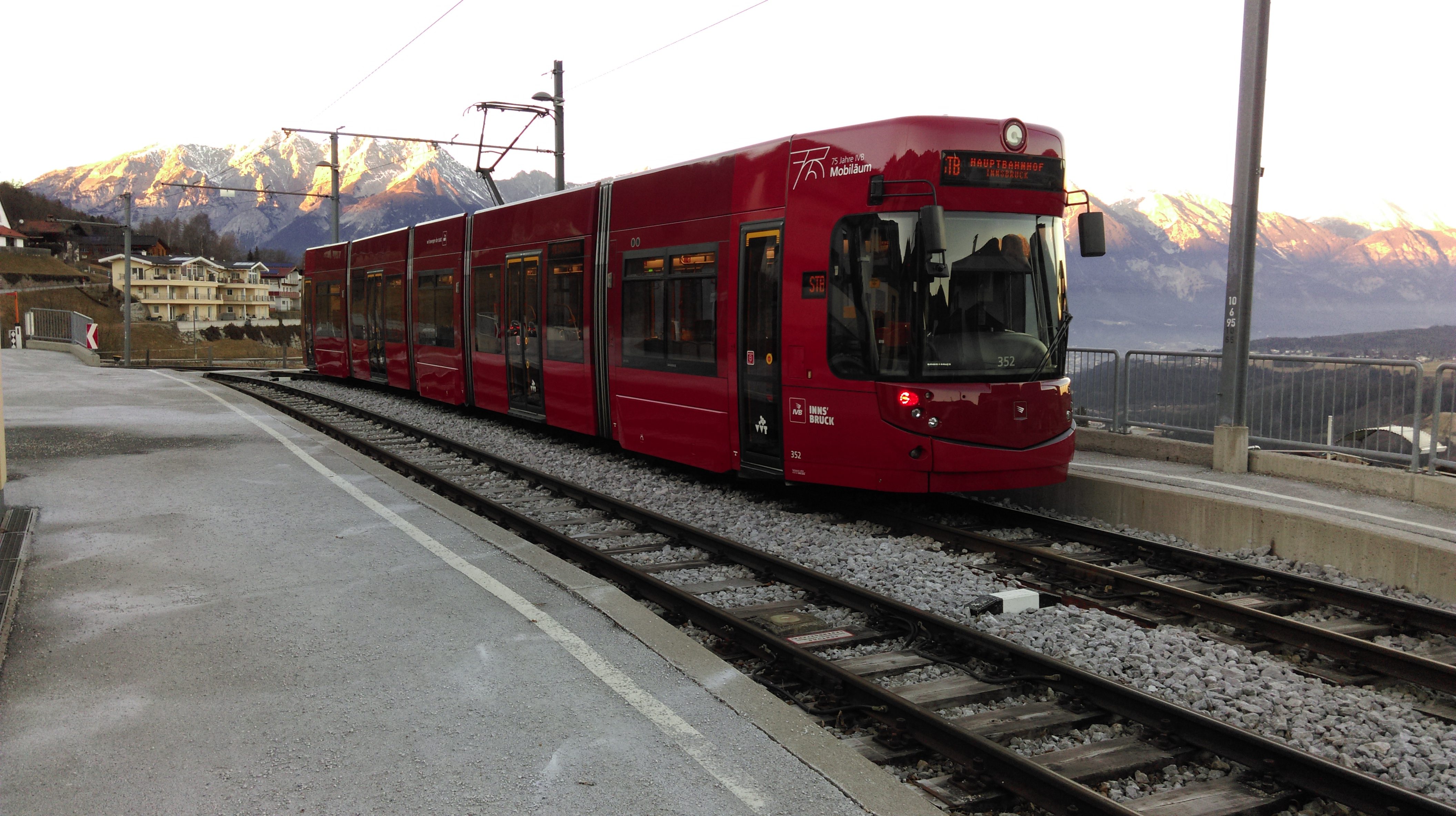
Niederflurtriebwagen auf der Kurzdistanz in Kreith

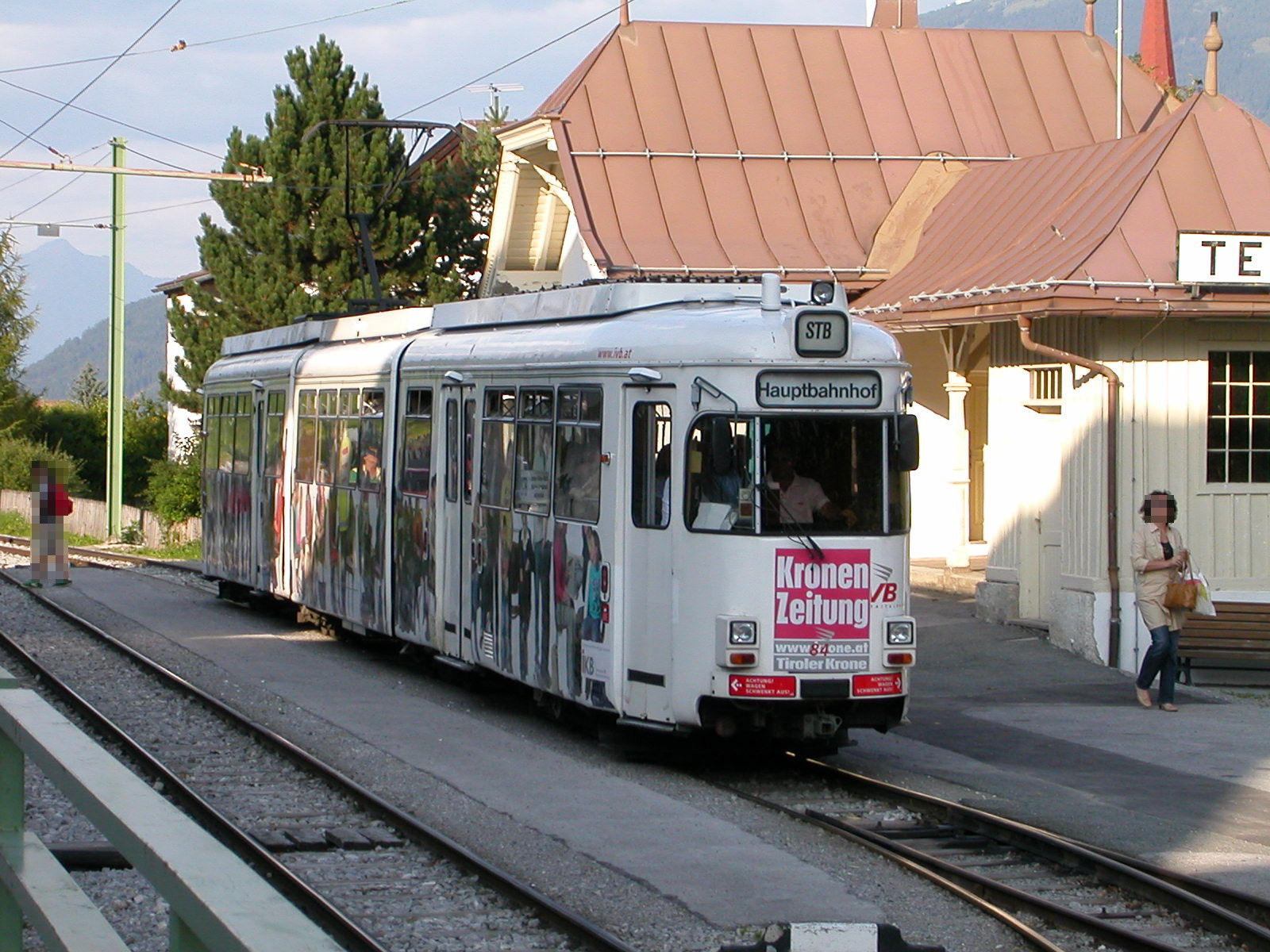
Ex-Hagener in Telfes auf der Fahrt nach Fulpmes

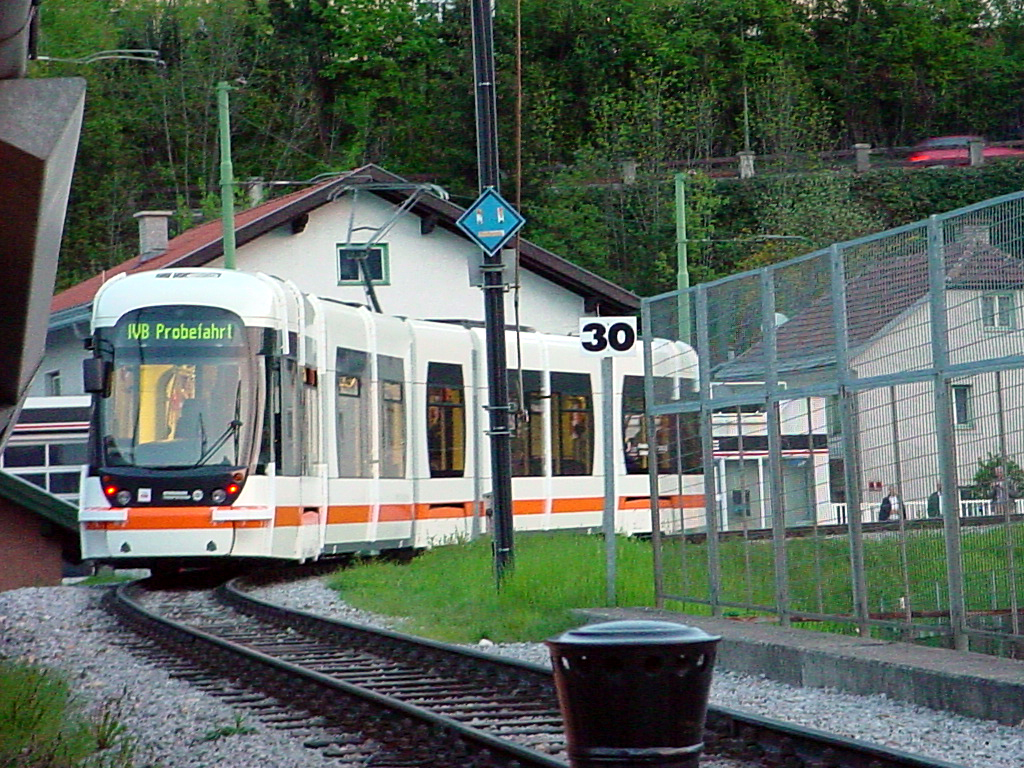
Probetriebwagen auf der Fahrt nach Fulpmes

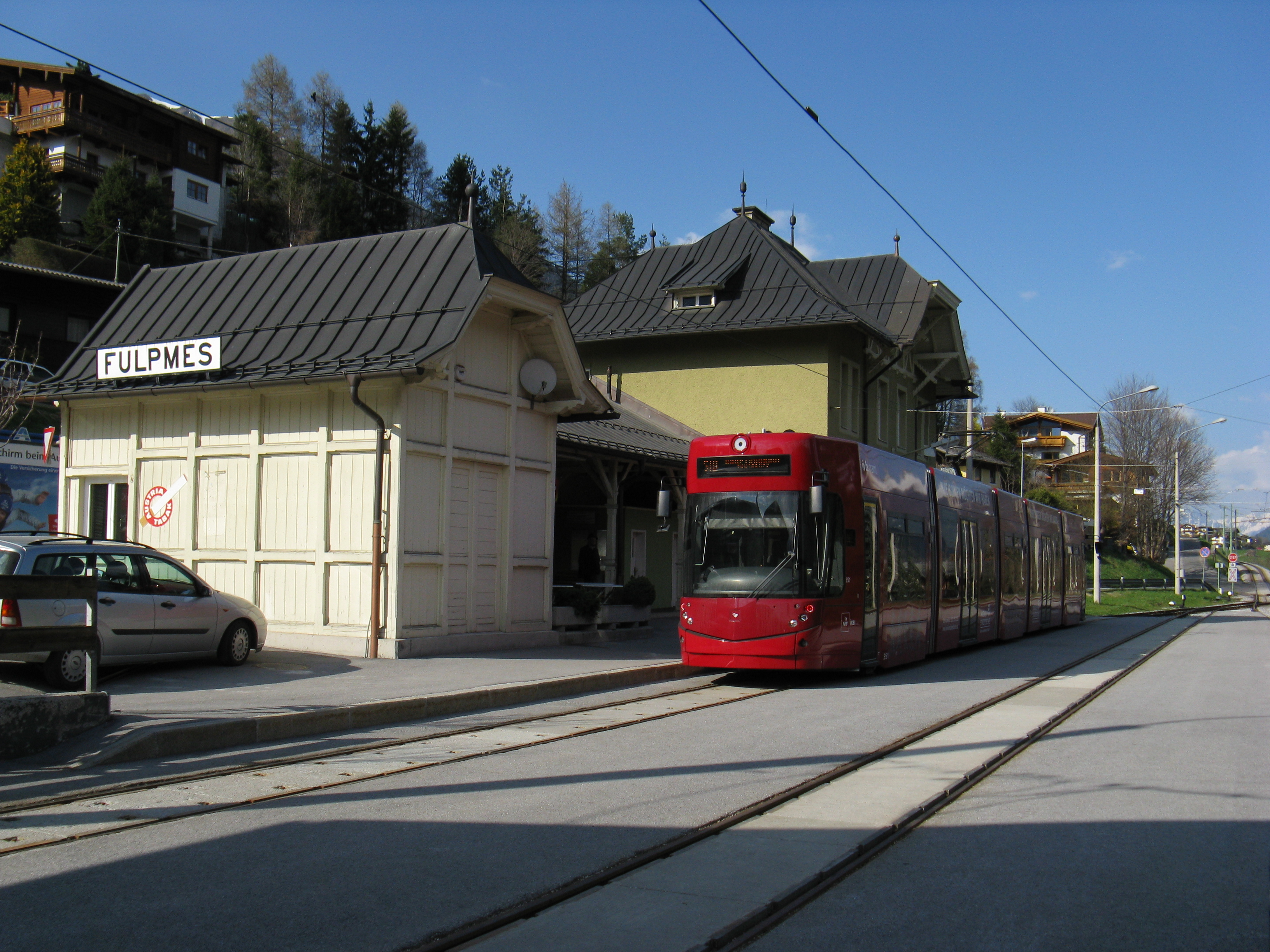
Niederflurtriebwagen im Plandienst in Fulpmes

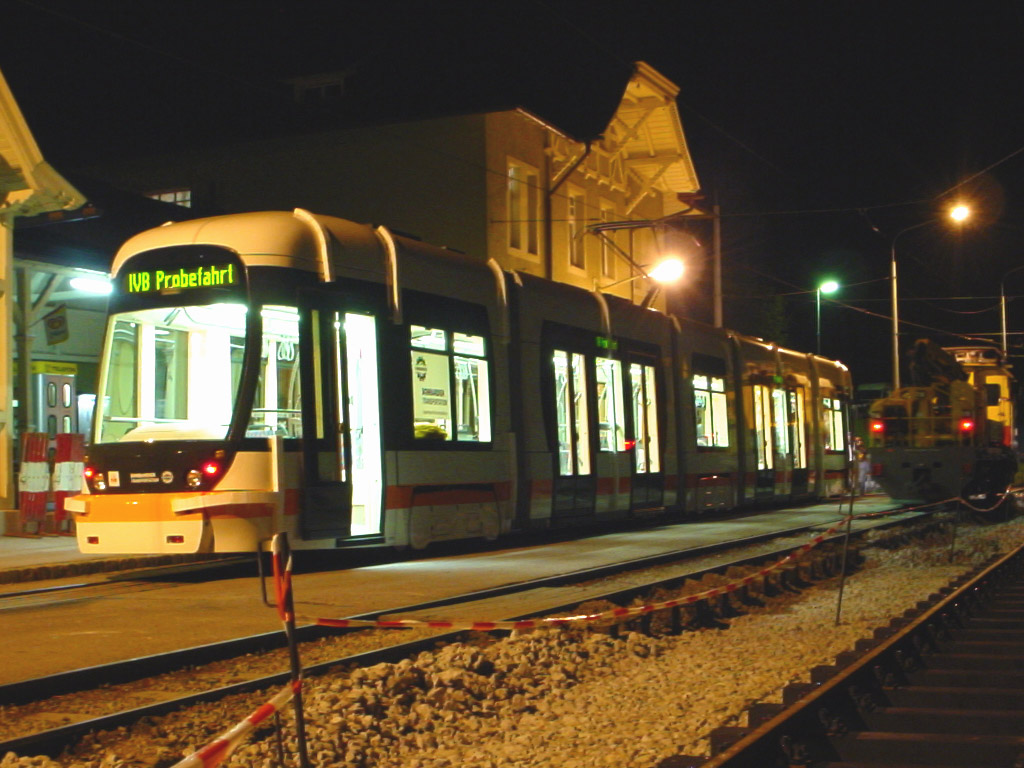
Testfahrzeug in Fulpmes, April 2004

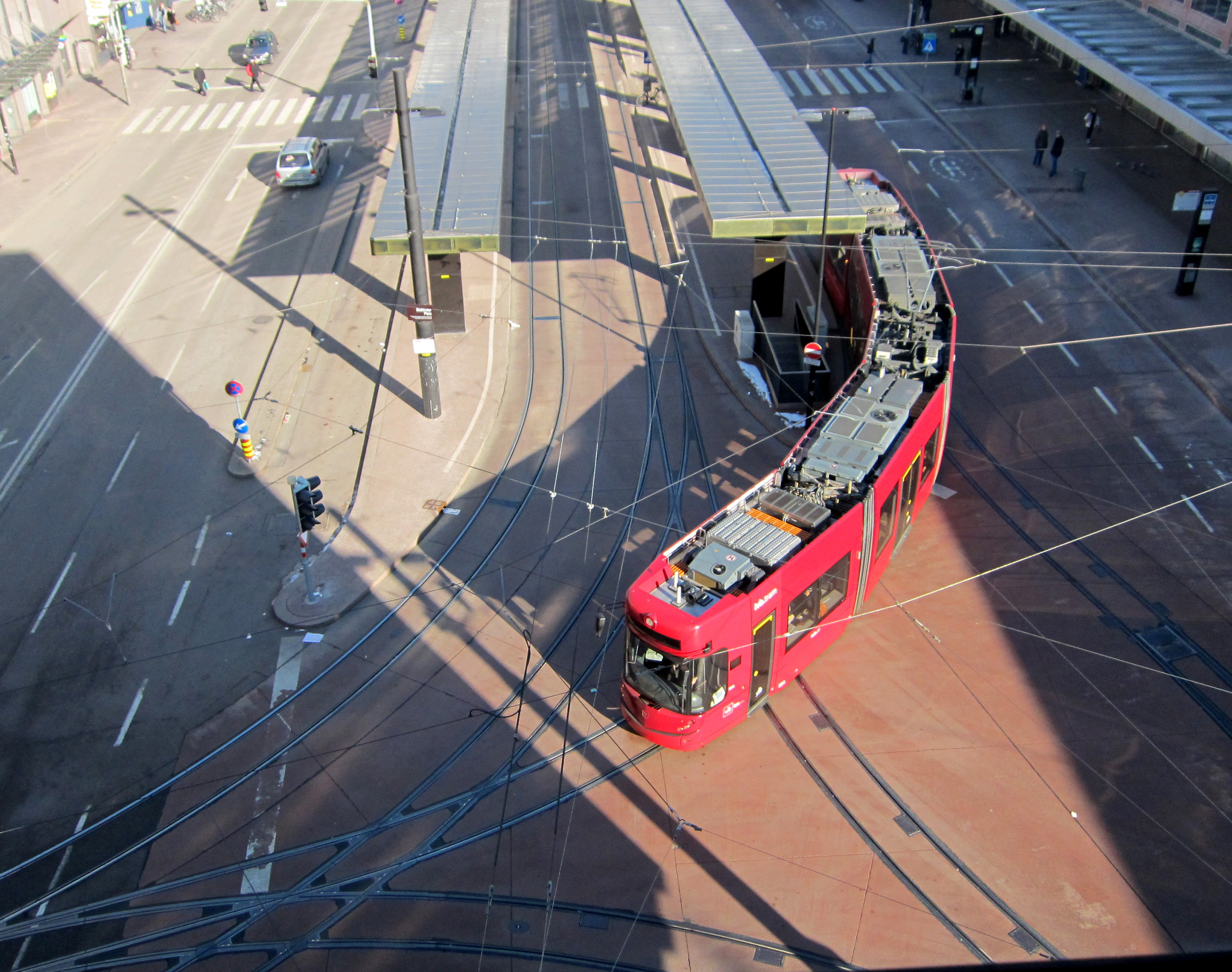
Niederflurtriebwagen verlässt Innsbruck Hbf

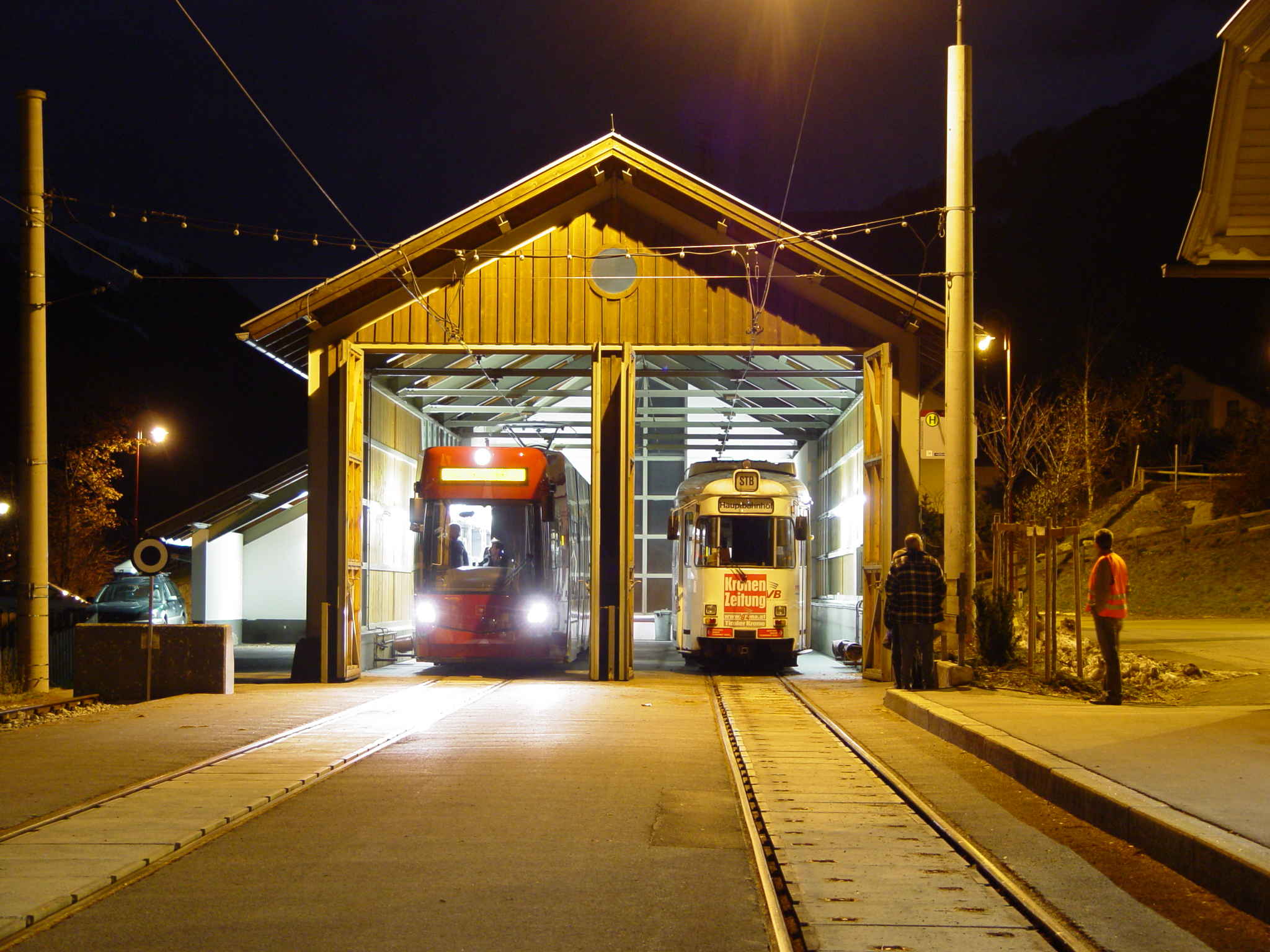
Probefahrt mit Triebwagen 351 im November 2007

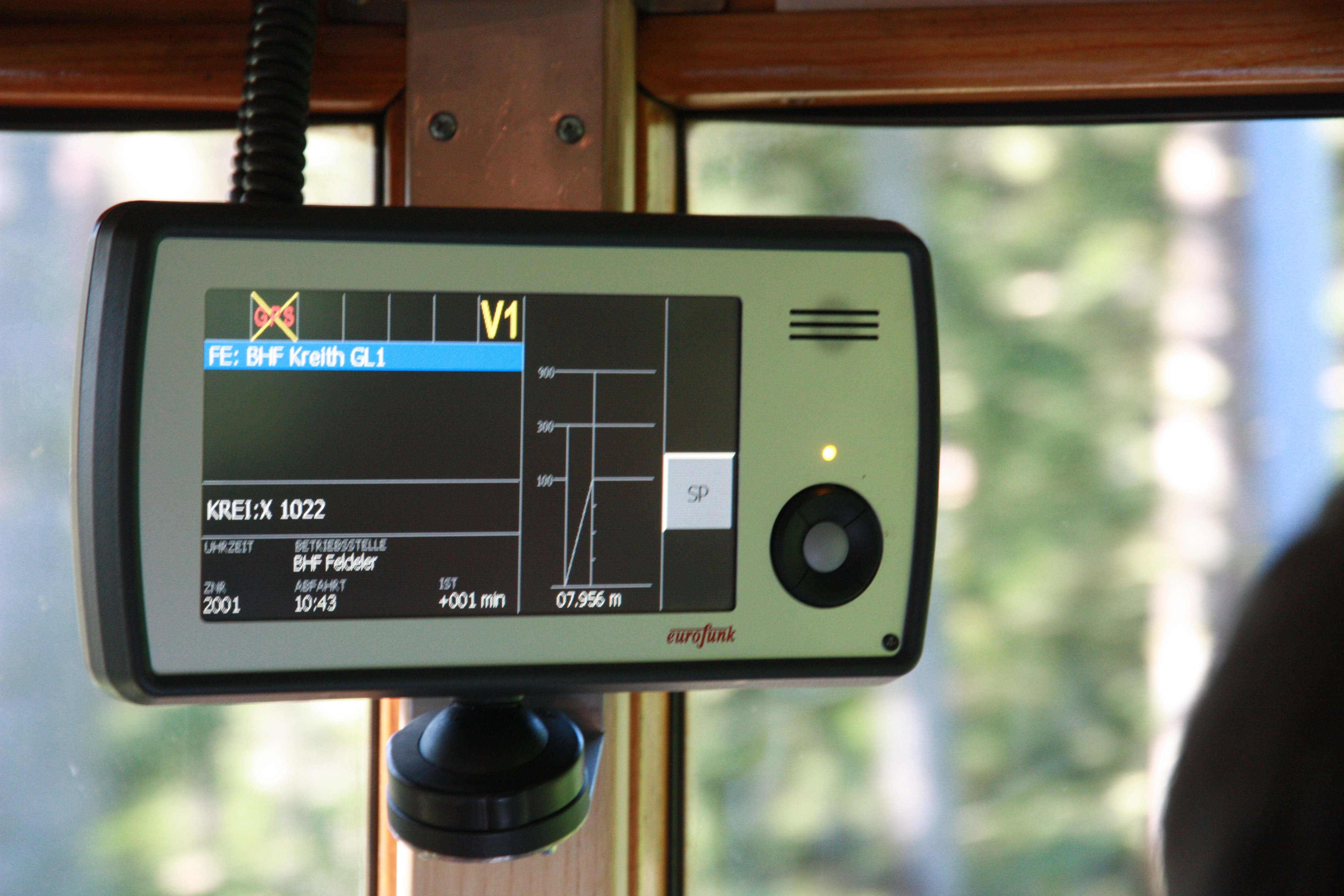
Neues Zugleitsystem in TW3

Anfang der 2000er Jahre griff man wieder eine Idee aus den 1920er Jahren auf, die Stubaitalbahn vom Bergisel aus direkt zum Hauptbahnhof zu führen. Beim Umbau des Hauptbahnhofvorplatzes zu einem modernen Bus- und Straßenbahnterminal wurden dort bereits die Weichen zur Anbindung der vorgesehenen Neubaustrecke eingebaut, allerdings wurde das Projekt 2005 unerwartet zurückgestellt, seine Verwirklichung ist ungewiss.
Im Jahr 2004 wurde eine Probefahrt mit einem modernen Niederflurtriebwagen nach Fulpmes durchgeführt und 2005 wurde der Kaufvertrag über sechs neue Fahrzeuge für die Stubaitalbahn unterzeichnet. In den Sommern von 2005 bis 2007 wurden einige Bahnsteige für den Niederflurbetrieb ausgebaut, so dass ein stufenloses Einsteigen in das Fahrzeug möglich ist. Mitte Oktober 2007 wurde der erste Triebwagen geliefert. Im November wurde die erste Probefahrt nach Fulpmes durchgeführt, bei der es zu keinen Problemen kam. Ende 2007 wurden auch die Bahnübergänge bei Hölltal und Burgstall mit einer Lichtsignalanlage ausgestattet, um die Bahn zu beschleunigen.
Am 11. März 2008 wurde die behördliche Abnahme der neuen Triebwagen durchgeführt. Ende 2007 begann man mit Verhandlungen, bis Kreith die Stubaitalbahn im Halbstundentakt zu führen, was mit 1. Juni 2008 verwirklicht wurde. Die Verhandlungen mit dem Verkehrsverbund Tirol waren nicht so einfach verlaufen wie anfangs angenommen, darum wurde der ursprüngliche Termin für die Taktverdichtung von Mitte März verschoben. Mit dem hierfür benötigten Triebwagenauslauf (fünf Kurse) könnte man allerdings auch einen Halbstundentakt durchgehend bis Fulpmes fahren. Im Jahresfahrplan 2012 besteht eine stark vom Üblichen abweichende Symmetriezeit, die etwa bei den Minuten :10/:40 liegt, wodurch am Westbahnhof keine symmetrischen Anschlüsse möglich sind. Am Hauptbahnhof reduziert sich wegen der ungleichen Dauer von Hin- und Rückfahrt im Stadtgebiet die Auswirkung geringfügig. Mit dem neuen Takt kreuzen die Züge statt in den Telfer Wiesen nun in Luimes, und weiters wurde eine planmäßige Zugkreuzung in Feldeler nötig. Um die Sicherheit auf der Stubaitalbahn zu erhöhen, wurde beschlossen, ab 2008 neben der Eisenbahnkreuzung beim Sonnenburgerhof weitere Eisenbahnkreuzungen mit Lichtsignalanlagen auszustatten. 2008 wurden schließlich die Kreuzungen nach Hölltal und vor Burgstall mit einer Lichtsignalanlage ausgerüstet.
Am 6. Oktober 2008 fuhr der erste Niederflurtriebwagen planmäßig auf der Stubaitalbahn. Allerdings wurde diese mit dem alten Zugleitsystem nachgerüstet, da das neue noch nicht rechtzeitig einsatzbereit war. Seit Mitte Juli 2009 wird die Stubaitalbahn ausschließlich mit Niederflurgarnituren betrieben. Mit der Umstellung auf die neuen Fahrzeuge wurde auch ein neues Zugleitsystem aktiviert. Wegen der Taktverdichtung bis Kreith auf der Bahn und dem erhöhten Fahrzeugbedarf wurden zwei Stadtfahrzeuge zusätzlich mit einem Zugleitsystem ausgerüstet, und verstärken seitdem die Flotte der Stubaitalbahn Fahrzeuge.

##### Infrastrukturmaßnahmen (2008–2016)
Wegen der höheren Leistung der neuen Fahrzeuge wurde ein neues Unterwerk in Gärberbach in Betrieb genommen, und die Spannung auf der Stubaitalbahn auf 900 Volt erhöht. 2009 wurden bei der Eisenbahnkreuzung nach dem Mutterer Bahnhof und bei den zwei jeweils auf die Haltestelle Birchfeld, Nockhofweg und Außerkreith folgenden Kreuzungen Lichtsignalanlagen errichtet. Aufgrund des hohen Schienenverschleißes durch die Niederflurfahrzeuge wurden von August bis Oktober 2010 die Gleise zwischen Innsbruck und Kreith, die zum Teil noch aus den 1960er Jahren waren, gegen stärkere Schienen (nun 36 kg/m) getauscht. In dieser Zeit wurden auch hinter dem Bahnhof Telfes und vor dem Bahnhof Fulpmes die Eisenbahnkreuzungen mit Lichtsignalanlagen ausgestattet.
Im Sommer 2011 wurden die Schienen auf dem restlichen Abschnitt von Kreith bis Fulpmes erneuert. Die Innenschienen in den Bögen, die vom Verschleiß nicht so betroffen sind, sollen auf der Innsbrucker Mittelgebirgsbahn weiter verwendet werden. Seit 2012 werden auch die restlichen alten Haltestellen und Bahnhöfe mit barrierefreien Bahnsteigen versehen, um ab 2014 den EU-Gesetzen für barrierefreien Zugang zu den öffentlichen Einrichtungen zu entsprechen. Dazu wurden Lichtsignalanlagen bei den Eisenbahnkreuzungen vor und nach der Haltestelle Natters, vor der Haltestelle Raitis und vor der Haltestelle Außerkreith errichtet.

##### Neubau Mühlgrabenviadukt (2016–2017)

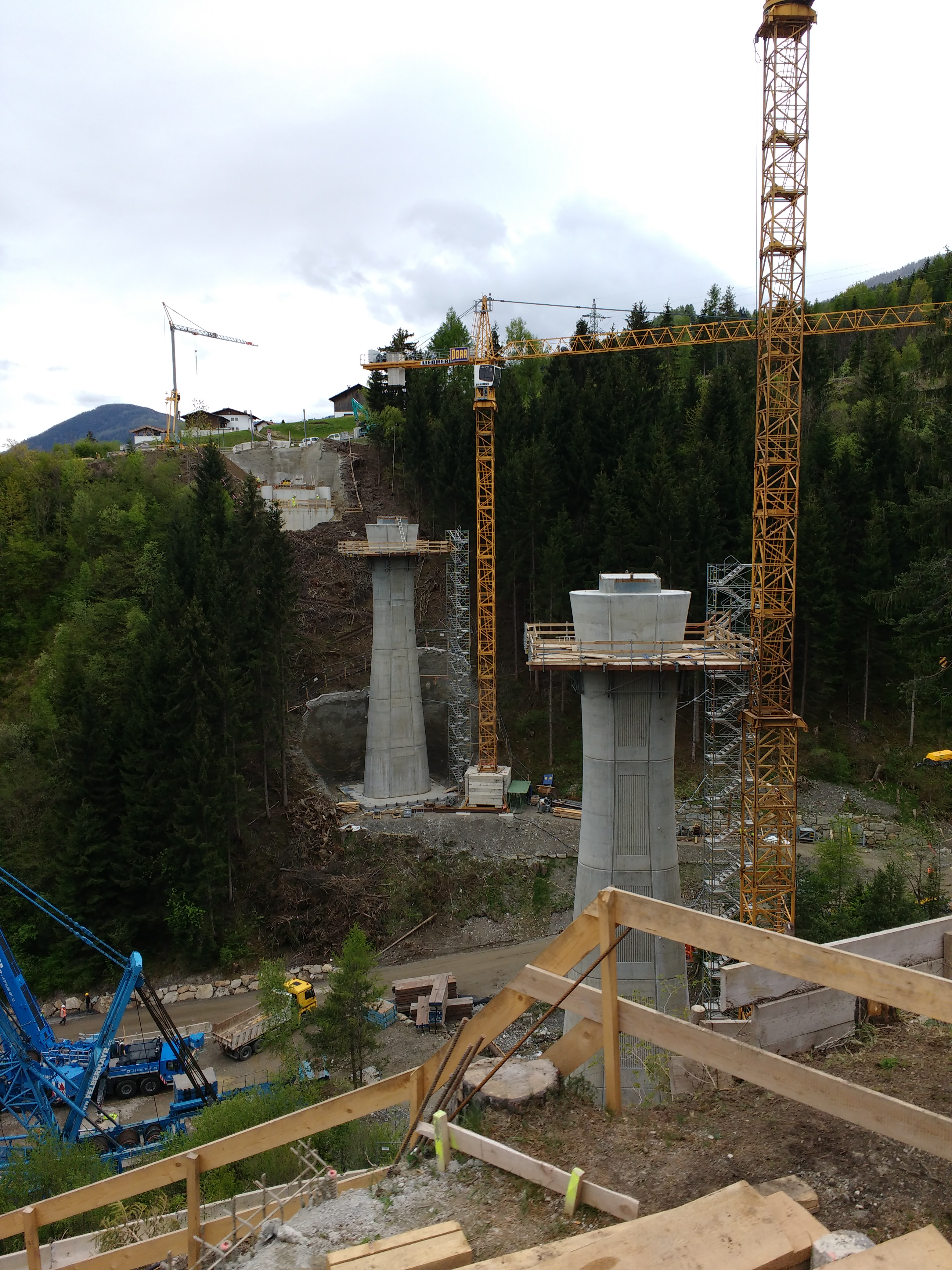
Neue Mutterer Brücke in Bau, Mai 2017

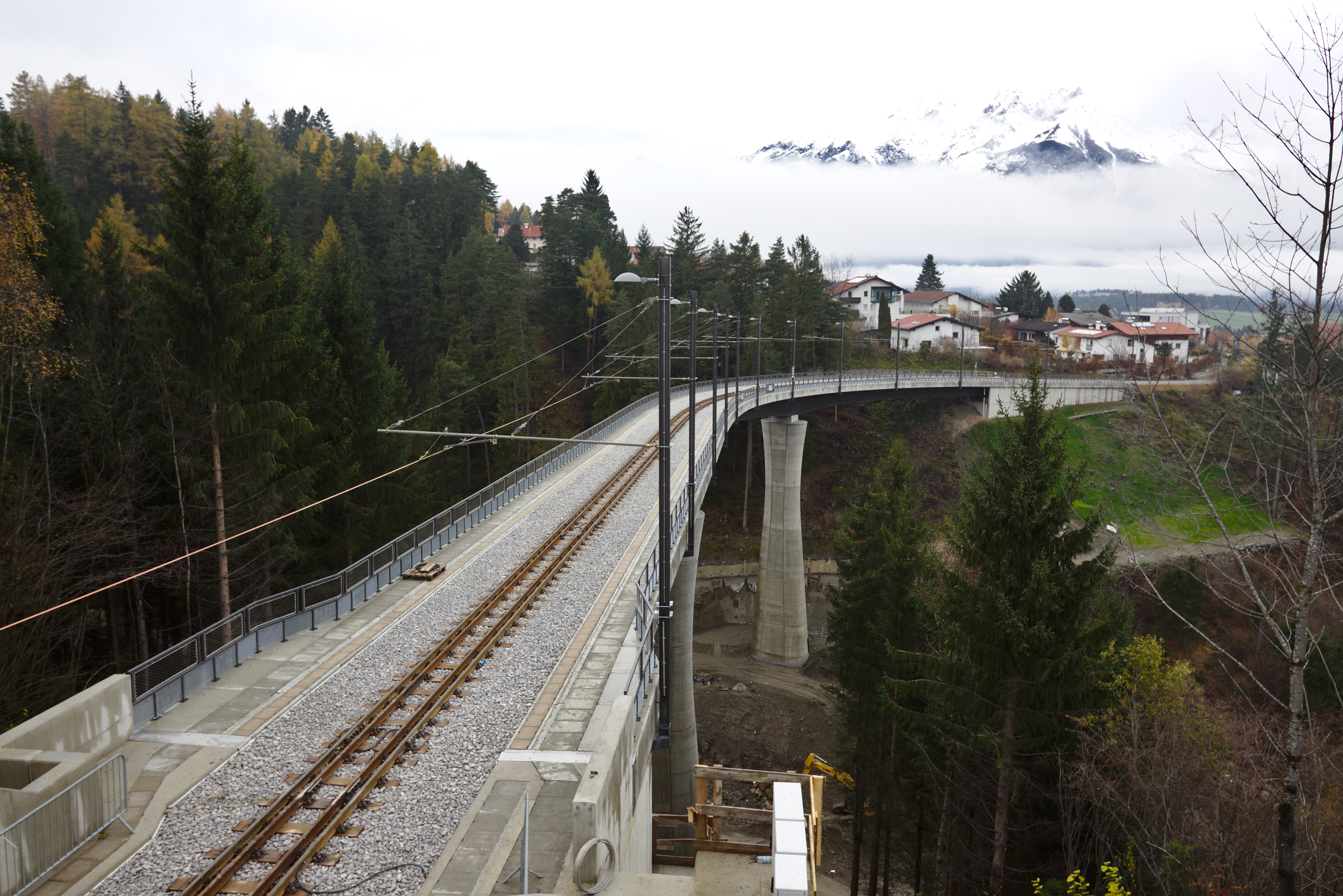
Blick gegen Norden auf die neue Mutterer Brücke, November 2017

Bei der Sanierung des Mutterer Tunnels und der Mutterer Brücke (Mühlgrabenviadukt) im Jahr 2009 hat sich gezeigt, dass für deren Erhalt bei den Belastungen durch die Niederflurfahrzeuge größere Arbeiten notwendig wären. Deswegen wurde 2014 mit der Planung einer neuen Brücke begonnen, welche zwischen Nockhofweg und dem Tunnel abzweigt und nach der bestehenden Mutterer Brücke die Strecke wieder erreicht. Die Ausschreibung „Neubau Mutterer Brücke“ – im Speziellen die „Errichtung eines Brückenbauwerkes in Verbundbauweise mit 2 Stahlbetonsäulen, Gesamtlänge ca. 153 m, Höhe über Grund ca. 42 m“ – wurde im Oktober 2016 an Porr vergeben. Für den Bau der Brücke wurde bei der Haltestelle Nockhofweg ein Abstellgleis für den Bauzug benötigt und daher die Haltestelle im Juli 2015 zum zweigleisigen Bahnhof ausgebaut. Darüber hinaus wurde bis Ende des Jahres zwischen den beiden Kehren unterhalb von Mutters ein Ladegleis errichtet, um gegebenenfalls Material zur Baustelle zubringen zu können. Baubeginn für die Brücke war Ende Oktober 2016. Bis Ende Mai 2017 wurden Pfeiler und Widerlager errichtet; im Juni wurde die Stahlkonstruktion des Tragwerkes eingehoben. Durch den Neubau änderte sich die Streckenführung der Stubaitalbahn. Die Trasse wurde in diesem Abschnitt begradigt und verkürzt. Im August 2017 wurde der Betrieb auf der Stubaitalbahn vorübergehend eingestellt, nachdem man festgestellt hat, dass die Wandanker der Stützmauer oberhalb der Inntalautobahn durchgerostet waren. Zeitgleich mit dem Neubau der Strecke bei Raitis und dem Verlegen der Gleise auf die neue Brücke wurden die Stützmauern saniert. Auch wurden die Bahnübergänge in Hölltal und beim Sonnenburgerhof erneuert. Der Planverkehr über die neue Mutterer Brücke wurde wie geplant am 17. November 2017 wieder aufgenommen.

##### Erhaltung und Beschleunigung (seit 2017)
2020 wurde im Zuge der Verbreiterung der Brennerstraße für einen Radweg, die Stützmauer zwischen Sonnenburgerhof und Gärberbach saniert. Das Land Tirol hat auch ein Budget beschlossen, um Studien für eine Beschleunigung und Attraktivierung der Stubaitalbahn durchzuführen, sowie eine weitere Erschließung des westlichen Mittelgebirges vorantreiben zu können. 2022 wurde zwischen Kreith und der Kreither Brücke eine neue Stützmauer errichtet, um dem instabilen Gelände mehr halt zu geben.

### Spätere Planungen und Projektstudien
Für die Stubaitalbahn gab es mehrere weitere Planungen für Verlängerungen und abzweigende Strecken, die jedoch nie verwirklicht wurden.

#### Anbindung weiterer Orte des westlichen Mittelgebirges

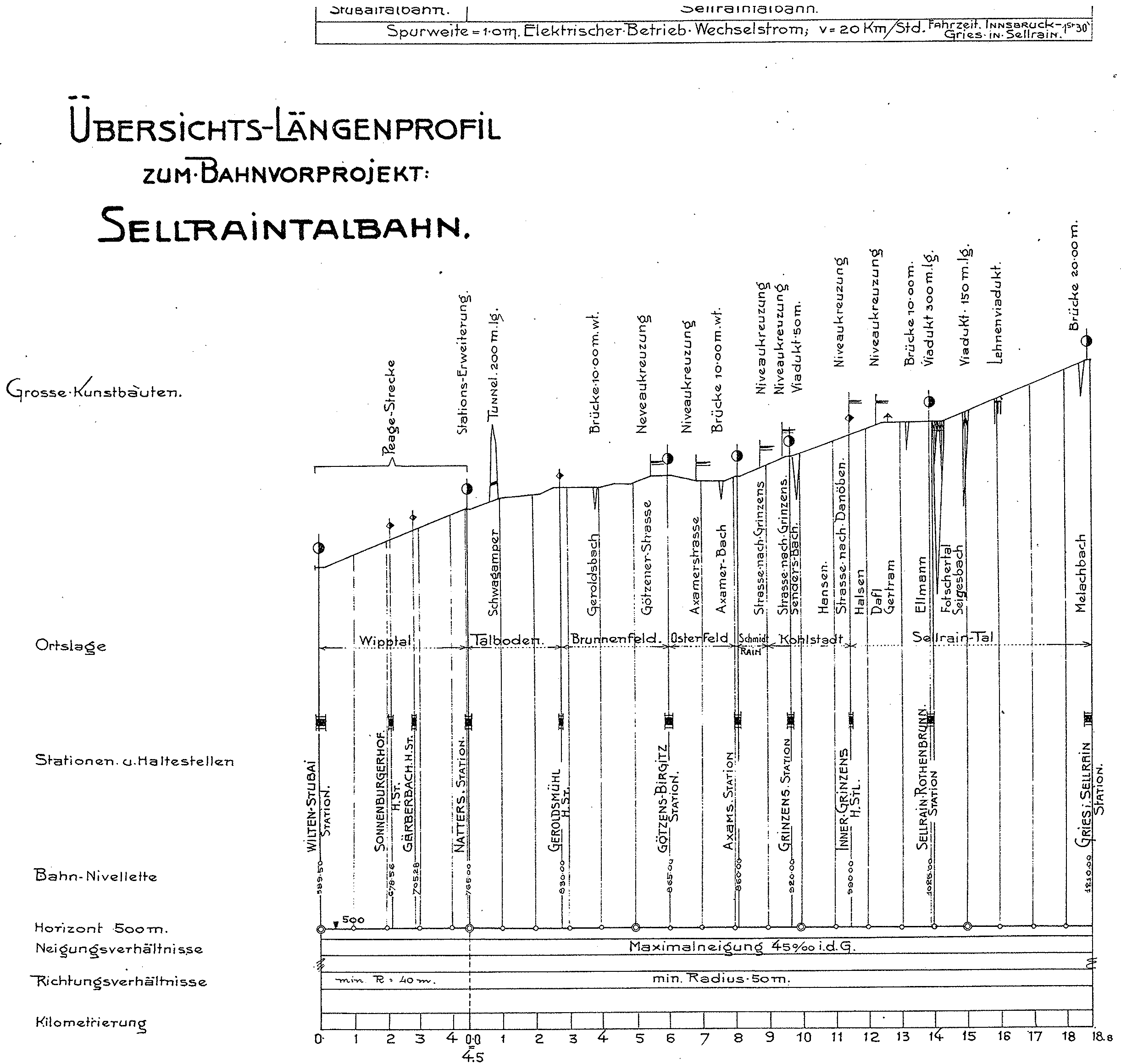
Längenprofil der Sellraintalbahn

Als feststand, dass aufgrund geologischer Probleme die Stubaitalbahn nicht von der Stephansbrücke aus, sondern über Natters und Mutters gebaut werden würde, gab es auch Pläne, einen Seitenarm der Bahn zu schaffen. 1914 war ein Projekt für eine Zweiglinie (Sellraintalbahn) über Götzens, Birgitz und Axams nach Gries im Sellrain im Gespräch. Bei der Eisbrücke südlich von Tanneben im Fotschertal hätte sich mit einem Kehrviadukt das auffälligste Kunstbauwerk der Bahn befunden.
Der Erste Weltkrieg verhinderte jedoch eine Umsetzung dieser Pläne. Die Verlängerung der Strecke über Götzens und Axams wird heute noch manchmal diskutiert, zumeist jedoch aus finanziellen Gründen und vor allem auch aufgrund der nicht gegebenen Zeitersparnis gegenüber der Erschließung mit Autobussen wieder fallen gelassen.
Im Zuge der 2004 begonnenen und bis 2014 laufenden schrittweisen Umsetzung des Regionalbahnkonzepts 2003 für den Tiroler Zentralraum (hervorgegangen aus dem Innsbrucker Straßenbahnkonzept von 1999), welches auch die Wiederanbindung von Hall in Tirol mittels einer Stadtbahnlinie sowie weitreichende Erweiterungen des Innsbrucker Straßenbahnnetzes vorsieht, haben sich die Chancen für eine spätere Umsetzung der Verlängerung nach Götzens und Axams wieder erhöht. Die Vorplanungen für diese Zweiglinie sind im Finanzierungsvertrag für das Teilprojekt Ost des Regionalbahnkonzepts bereits ausfinanziert.

#### Anbindung des hinteren Stubaitales
Die meisten Planungen sahen vor, dass die Stubaitalbahn weiter ins Stubaital hineingeführt werden sollte, um Neustift an das Bahnnetz anzuschließen. Diese Planungen hätten den Abbau von Eisenerz ermöglichen sollen, welches oberhalb von Neustift vorhanden ist. Der Erzgehalt wurde jedoch als zu niedrig für einen rentablen Abbau eingeschätzt, und so fiel diese wichtige Motivation für den Weiterbau weg. Der Tourismus war zur Zeit dieser Planungen noch nicht so weit entwickelt, dass er einen Weiterbau aus touristischen Motiven erlaubt hätte.
Zu Weiterbauplänen nach Neustift zu touristischen Zwecken kam es erst nach dem Zweiten Weltkrieg. 1983 wurde am Institut für Eisenbahnwesen und öffentlichen Verkehr an der Universität Innsbruck im Zuge der Umstellung der Stubaitalbahn auf Gleichstrom und der Einbindung in das Straßenbahnnetz von Innsbruck eine Studie erstellt. Realisierungschancen hätten jedoch nur bestanden, wenn das geplante Speicherkraftwerk Sulzenau bei Neustift errichtet worden wäre. Die verlängerte Stubaitalbahn hätte dem Zementtransport dienen sollen. Eine Transportleistung von 1300 Tonnen je Richtung und Tag waren angestrebt, wobei gleichzeitig stündlicher Personenverkehr je Richtung hätte weiterlaufen sollen. Die vorhandenen Tunnels sollten für den Güterverkehr aufgeweitet und die bestehenden Brücken verstärkt werden. Für Fulpmes waren verschiedene Streckenvarianten vorgeschlagen, darunter eine straßenbahnartige Führung durch den Ort – die allerdings für den Gütertransport ungeeignet gewesen wäre – sowie zwei Varianten, die nördlich an Fulpmes hätten vorbeiführen sollen und die Talstation des Schigebietes Schlick 2000 erschlossen hätten. In Innsbruck wäre entweder am Hauptbahnhof oder am Westbahnhof eine Anbindung an das Normalspurnetz der ÖBB geschaffen worden, die ein Auffahren der Normalspur-Waggons per Rollwagen auf die Schmalspurwaggons ermöglicht hätte. Der Rollwagenbetrieb hatte sich bereits bei der Zillertalbahn zur Errichtung des Speicherkraftwerkes Schlegeis bewährt und dort eine tägliche Richtungstransportleistung von 980 Tonnen ermöglicht. Hinter Fulpmes sollte die Strecke Medraz sowie die Industriezone Fulpmes erschließen, die verschiedenen Weiler von Neustift durchqueren, den Hochstubailift erschließen, und in den Feldern hinter Milders bei Stackler ihr Ende finden, wo eine Umladestation geplant war.
Gelegentliche Überlegungen und Konzepte zur lawinensicheren Erschließung des Stubaier Gletschers haben auch immer wieder die Stubaitalbahn einbezogen. Aus Kostengründen wurde jedoch auf den Straßenbau gesetzt. Da aber in der Zwischenzeit der Umweltschutz immer mehr an Bedeutung gewinnt, wird der Ruf nach einer Verlängerung der Bahn bis zum Gletscher und einem autofreien, hinteren Stubaital lauter.

### Fahrgastzahlen
Diese Grafik zeigt die Entwicklung des Fahrgastaufkommens der Stubaitalbahn zwischen 1905 und 2020. Die Fahrgastzahlen ab 2002 sind in der folgenden Tabelle zusammengefasst:
|      | 0         | 1         | 2         | 3         | 4         | 5         | 6         | 7         | 8         | 9         |
| ---- | --------- | --------- | --------- | --------- | --------- | --------- | --------- | --------- | --------- | --------- |
| 200… |           |           | 839.710   | 866.462   | 866.534   | 824.948   | 831.285   | 866.512   | 963.360   | 996.885   |
| 201… | 971.549   | 1.048.078 | 1.061.962 | 1.094.168 | 1.188.038 | 1.244.282 | 1.366.823 | 1.350.890 | 1.419.117 | 1.389.562 |
| 202… | 1.396.711 |           |           |           |           |           |           |           |           |           |

## Strecke

### Innenstadtstrecke

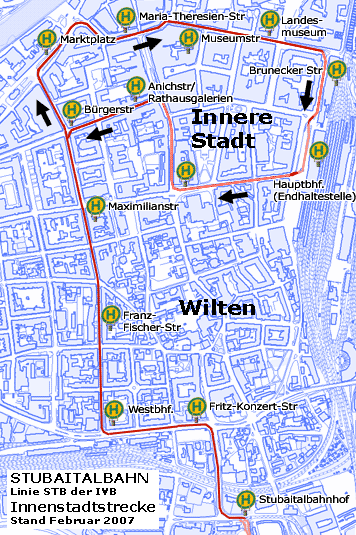
Stadtstrecke

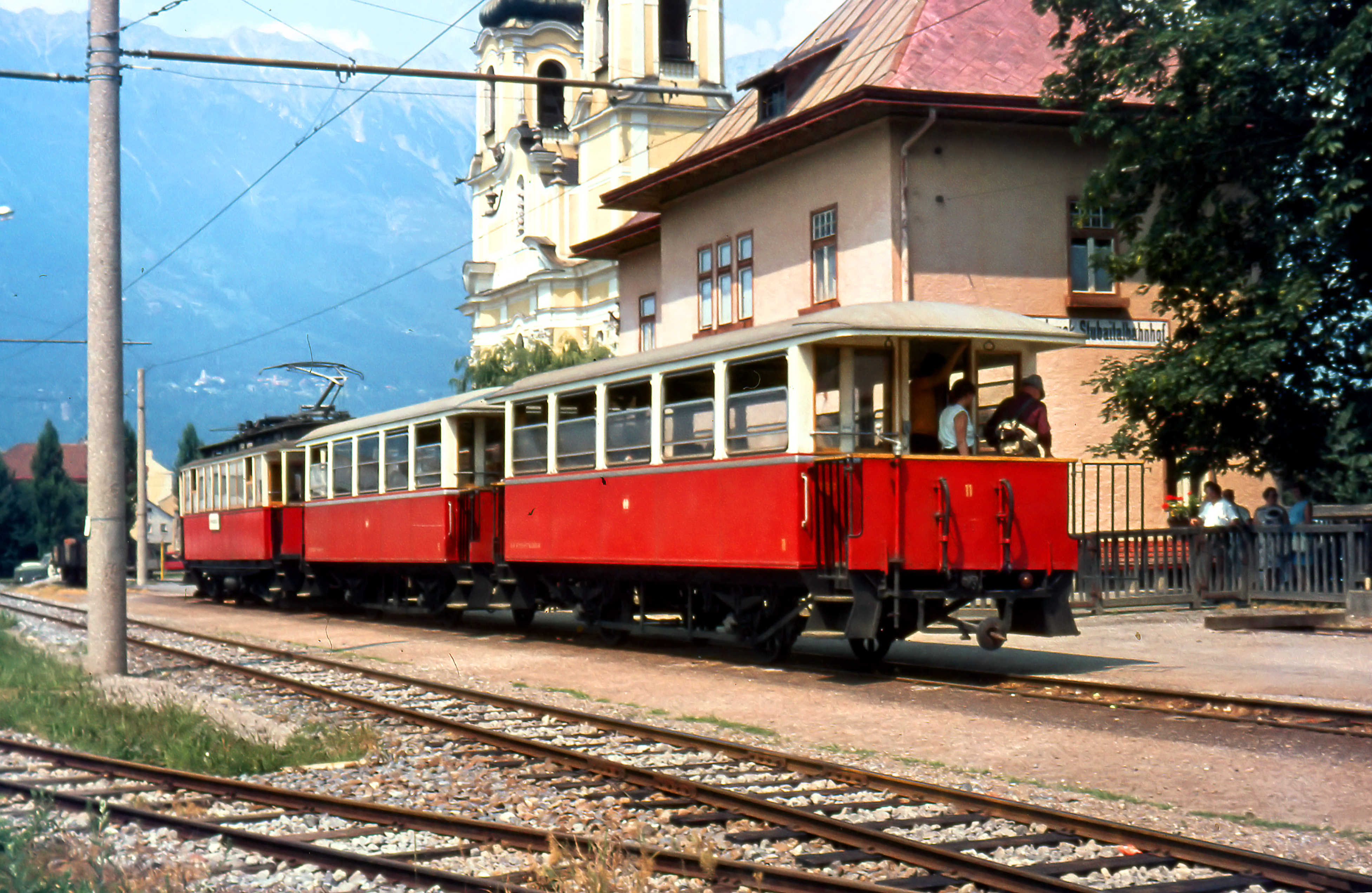
Ein Zug erreicht den Stubaitalbahnhof

Die Stubaitalbahn benützt Teile des Straßenbahnnetzes mit. Aus dem Betriebshof der Innsbrucker Verkehrsbetriebe kommend, biegt sie in die Pastorstraße ein, überquert die Konzertbrücke und fährt auf einem eigenen Gleiskörper dem Südring entlang. Durch die Andreas-Hofer-Straße und Bürgerstraße erreicht sie schließlich den Marktplatz, einen zentralen Umsteigeknoten. Von dort geht es weiter über den Marktgraben, die zentrale Fußgängerzone durchquerend, zum Burggraben, in die Museumstraße und nach Passieren der Umsteigehaltestelle Landesmuseum über die Bruneckerstraße zum Hauptbahnhof, der ebenfalls ein Umsteigeknoten ist. Dort wartet die Stubaitalbahn planmäßig eine Stehzeit von fünf Minuten auf einem eigenen Gleis in Terminal A ab. Von hier geht es anschließend durch die Salurner Straße an der Triumphpforte vorbei in die Maria-Theresien-Straße. Durch die Anichstraße gelangt die Bahn zurück in die Bürgerstraße und dann dem Hinweg entlang zurück zum Betriebshof.

### Vorort-/Überlandstrecke

Überlandstrecke vor Aug. 2015 noch mit Mutterer Tunnel und Brücke, ohne Ausweiche Nockhofweg

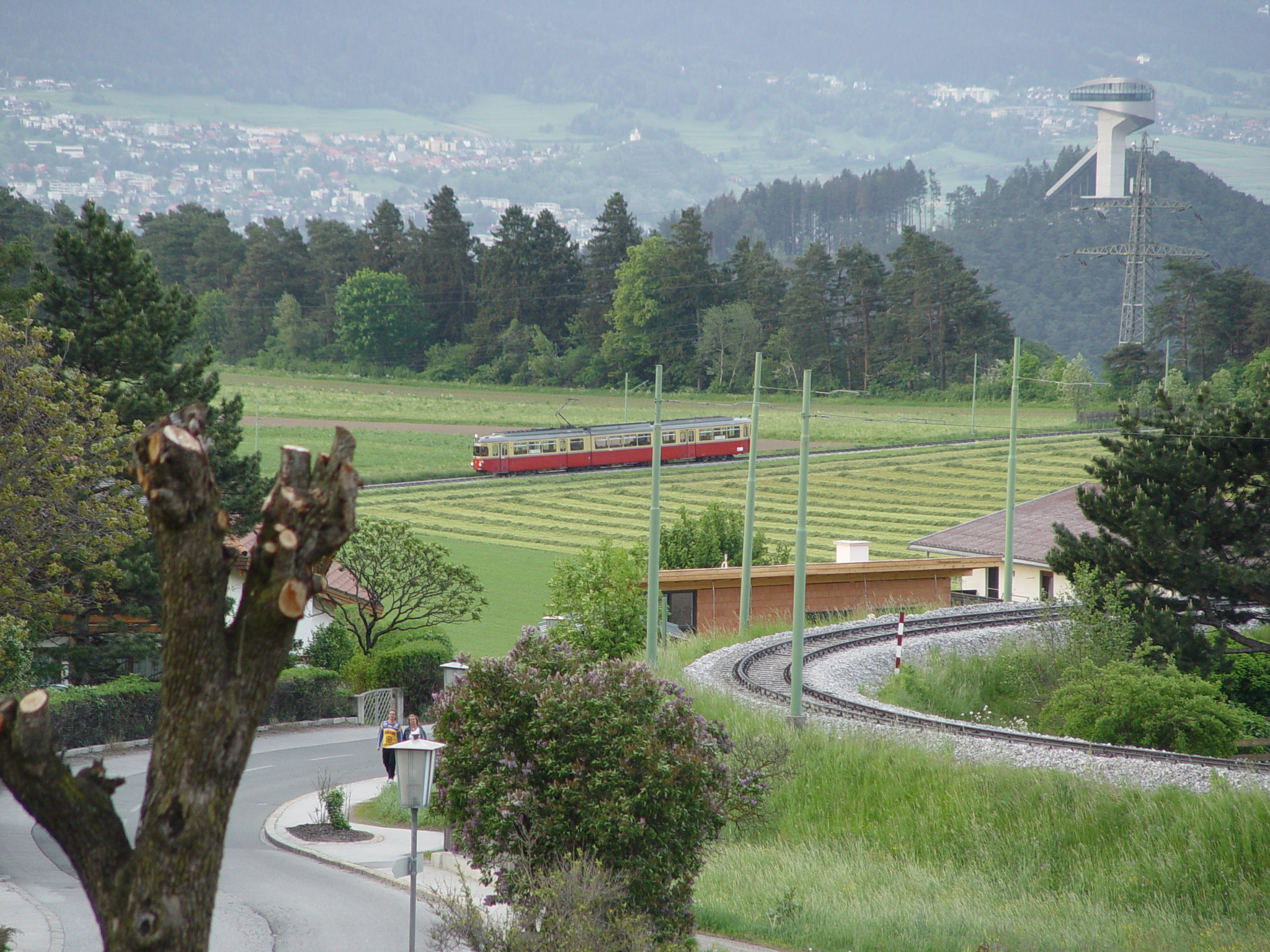
Blick vom Bahnhof Mutters auf Innsbruck und die Bergisel-Schanze

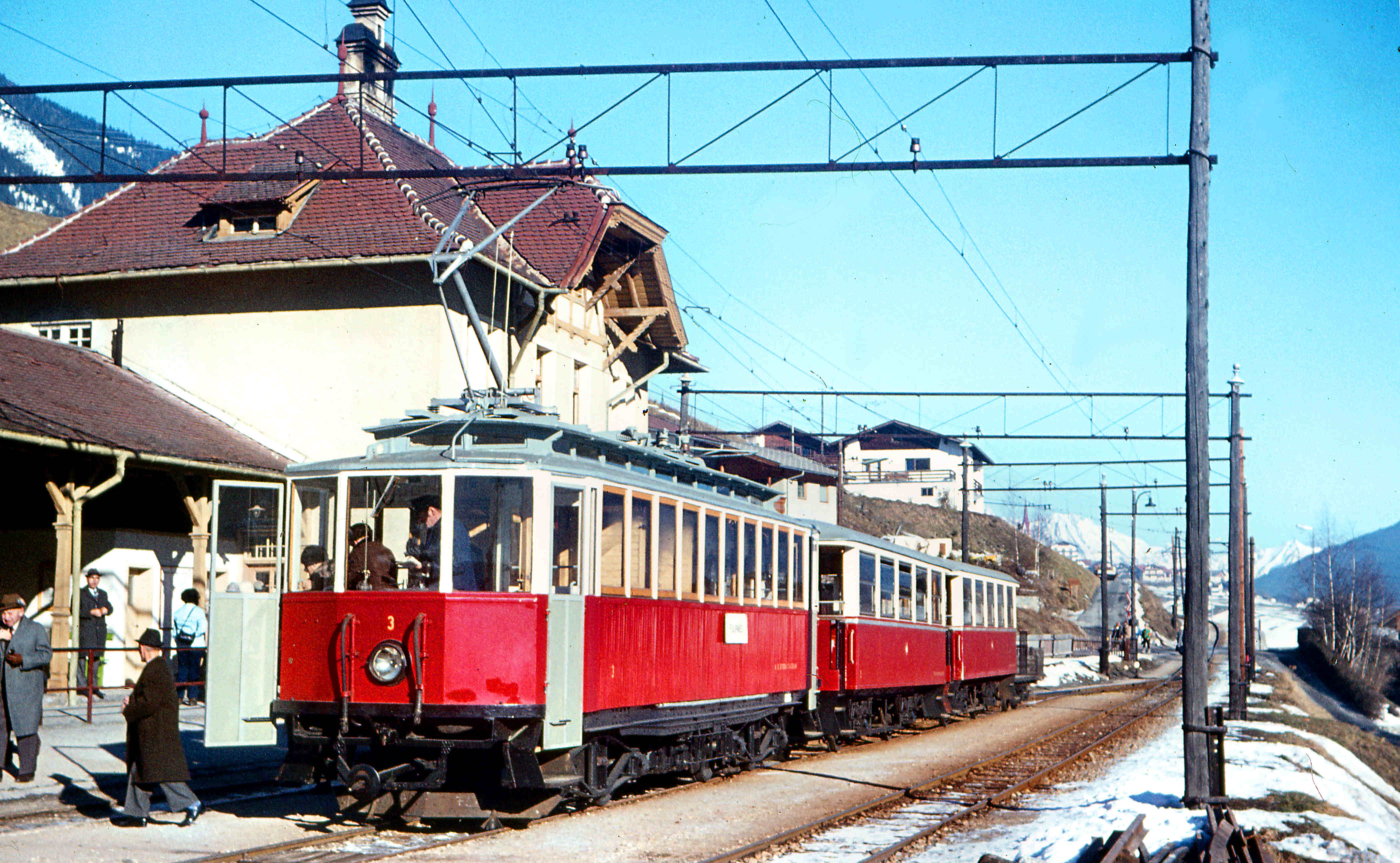
Ein Zug erreicht Fulpmes

Im Betriebshof, exakt vor dem Bahnsteig des alten Stubaitalbahnhofs liegt der Ausgangspunkt der Überlandstrecke der Stubaitalbahn. Hier beginnt auch bereits die Steigung der Strecke nach Fulpmes. Nach nur wenigen Metern zweigt das Anschlussgleis zum alten Bahnhof der Stubaitalbahn auf den Remisenvorplatz der Tiroler MuseumsBahnen ab. Nach einem scharfen Rechtsbogen beginnt die Rampe ins Mittelgebirge. Über die Inntalautobahn hinweg und unter der Brennerautobahn hindurch gelangt sie entlang einer Stützmauer zum Kehrtunnel unter der Brennerstraße. Der Brennerstraße bis zum Sonnenburger Hof folgend, umrundet die Bahn die Ferrariwiese. Nach der Querung der Brennerstraße ist beim Sonnenburger Hof die erste Ausweiche erreicht. Planmäßig finden hier aber keine Zugkreuzungen statt. Von hier geht es wieder steil dem Hang entlang an der Haltestelle Gärberbach vorbei ins Hölltal weiter. Im Bahnhof Hölltal befindet sich die zweite Ausweiche, in der planmäßig gekreuzt wird. Die Natterer Straße querend, erreicht die Bahn, einigen langgezogenen Bögen folgend, die Haltestelle Natters. Von hier aus geht es in steilen Kehren, die Mutterer Straße kreuzend und die Haltestelle Burgstall passierend, zum Bahnhof Mutters. Die größten Steigungen von bis zu 46 ‰ hat die Stubaitalbahn nun hinter sich.
Den Bahnhof Mutters verlassend, quert die Bahn erneut die Mutterer Straße und erreicht nach einer langgezogenen Kehre die Haltestelle Birchfeld. Den Hängen des Mittelgebirges entlang wird die Haltestelle Nockhofweg erreicht, die besonders von Wintersportlern frequentiert wird, da sie die Talstation der Muttereralmbahn gut erschließt. Nach einem Bogen fährt man in einem weiten Linksbogen über die Mutterer Brücke, die mit etwas über 50 ‰ das steilste Stück der Stubaitalbahn darstellt. Ursprünglich führte die Strecke nach rechts weiter zum ehemals zweiten Tunnel der Stubaitalbahn. Direkt nach dem Tunnel führte die Strecke über das Kehrviadukt, das den Mühlgraben überspannt. Vor der Haltestelle Raitis kommt die neue Strecke, die aufgrund der Steigung etwas unterhalb der Alten liegt, wieder auf die alte Trasse zurück. Durch ein kleines Waldstückt gelangt die Bahn zum Bahnhof Feldeler, der für die hier in den 1990er Jahren gegründete Wohnsiedlung angelegt wurde. In Feldeler findet die zweite planmäßige Kreuzung statt. Weiter geht es zur Haltestelle Außerkreith und dann einer steilen Flanke folgend zum Bahnhof Kreith. Von Kreith aus folgt die Strecke der Bergflanke weiter in einen Taleinschnitt, um diesen anschließend beim Kreither Kehrviadukt zu queren und die Haltestelle Brandeck zu erreichen. Weiter durch Lärchenwälder führend, wird der Bahnhof Telfer Wiesen erreicht. Nach der Weiterfahrt über die Telfer Wiesen wird der Bahnhof Luimes erreicht, wo sich auch der Scheitelpunkt der Strecke auf 1.006 m befindet. Hier findet die planmäßige Kreuzung der bis Fulpmes fahrenden Züge statt. Von hier geht es weiter zum Bahnhof Telfes. Nach einer Talfahrt über zwei Kehren ist der Endbahnhof Fulpmes erreicht, wo über Nacht auch zwei Fahrzeuge in der Remise untergebracht sind. Da der Bahnhof Fulpmes keine Weichen zum Umsetzen von Triebwagen um Beiwagen herum besitzt, fand und findet bei Beiwagenbetrieb Schwerkraftverschub statt. Der Triebwagen schiebt die Beiwagen nach dem Aussteigen der Passagiere aus dem Bahnhof hinaus, kuppelt ab und fährt wieder zurück in den Bahnhof. Die Beiwagen rollen nun durch die Schwerkraft unter der Begleitung eines Schaffners auf ein zweites Gleis. Der Triebwagen fährt dann erneut aus dem Bahnhof und zurück auf das andere Gleis zum Beiwagen und kuppelt an. Zu Wechselstromzeiten war diese Methode des Verschubs auch im Stubaitalbahnhof in Innsbruck üblich.
Siehe auch: Innsbruck→Fulpmes  und Fulpmes→Innsbruck 

### Sehenswürdigkeiten

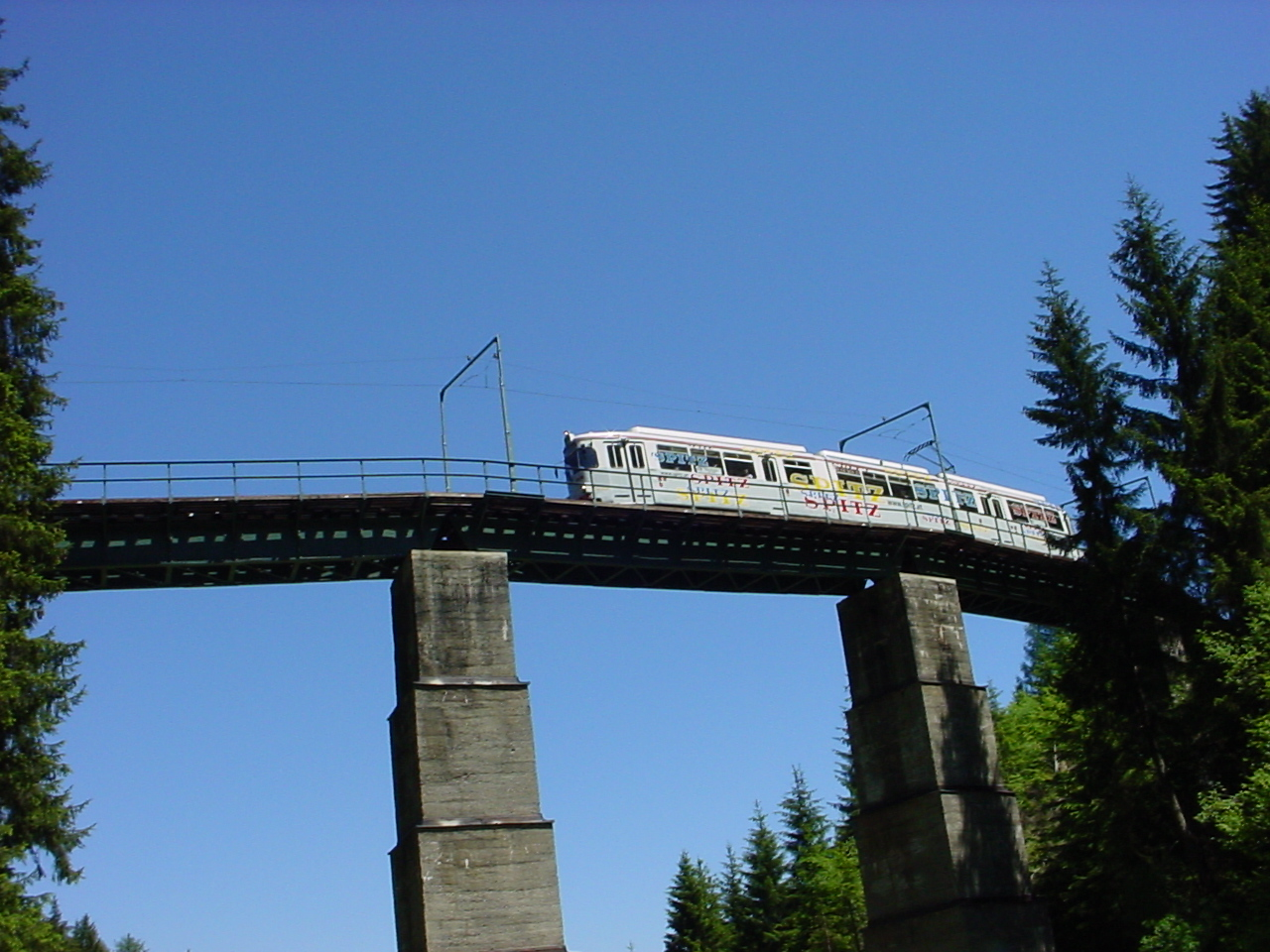
ex-Hagener am alten Mutterer Viadukt 2004

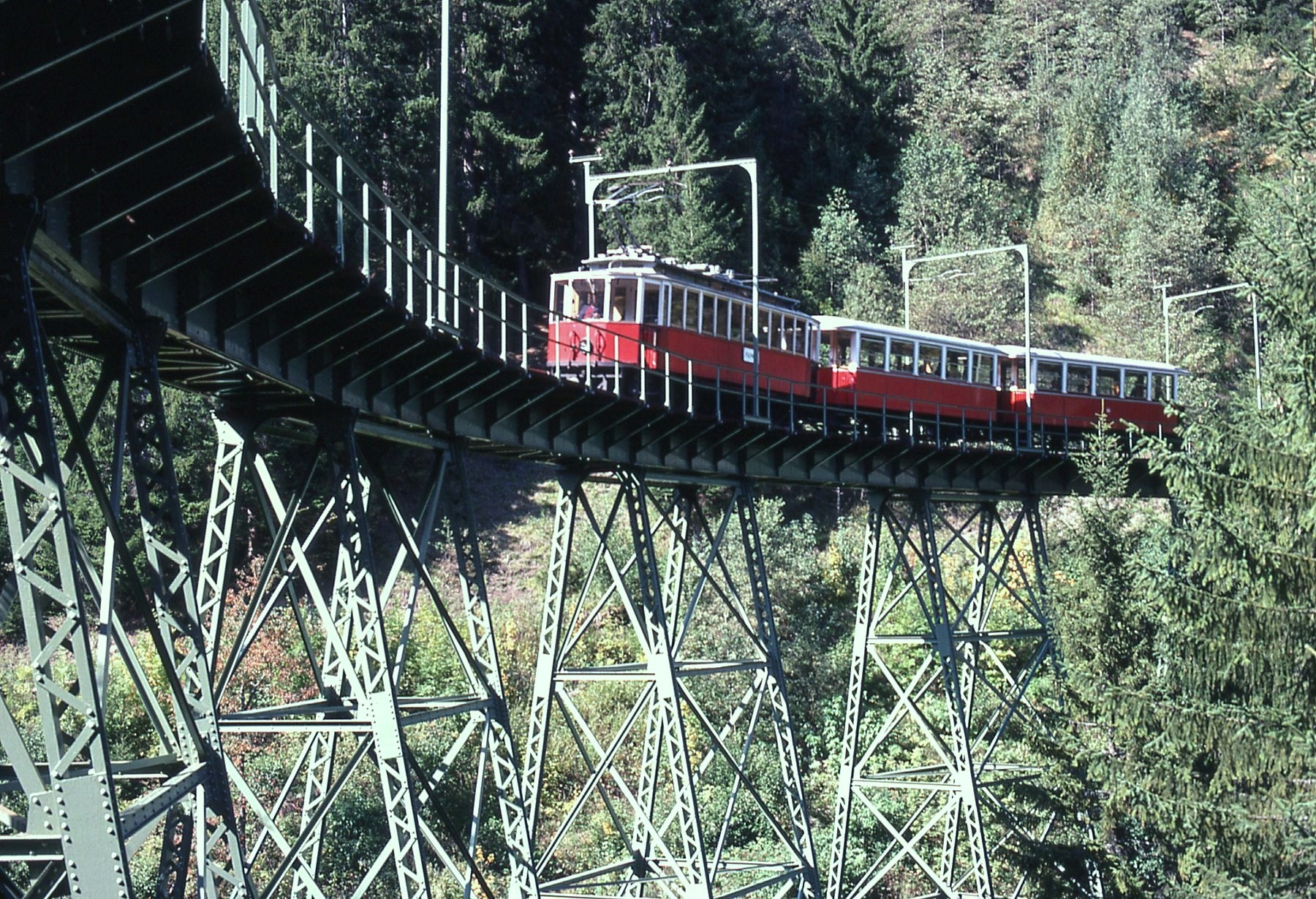
Zug um 1965 auf dem Kreither Viadukt

Die gesamte Überlandstrecke bietet zahlreiche panoramaartige Ausblicke über die Großstadt Innsbruck und die Bergkulisse des Stubaitales. Auf der Steigungsstrecke vom Stubaitalbahnhof hinaus nach Mutters kann man fast das gesamte Innsbrucker Stadtgebiet vor der Kulisse der Nordkette überblicken. Bald darauf bekommt man Einblick in das Wipptal und die Sillschlucht und in weiterer Folge einen Blick auf die Tuxer Voralpen. Hinter Mutters befindet sich ein beliebtes Fotomotiv: das Mutterer Viadukt überspannt auf einer Länge von 109 Metern und in einer Höhe von 20 Metern den Mühlgraben. Die Eisenfachwerkkonstruktion der Brücke steht auf Stampfbetonpfeilern. 2017 wurde es allerdings durch einen Neubau ersetzt, welcher im November eröffnet wird. Die neue Brücke ist 153 Meter lang und hat eine Höhe von 43 Metern. Von ihr aus lässt sich die alte, denkmalgeschützte Konstruktion sehen, die eventuell eine Nachnutzung als Radweg erfährt. Auch die neue Brücke bietet ein hervorragendes Panorama in das Wipp- und Inntal.
Kreith bietet einen guten Blick auf die Europabrücke und den Sandfang und das Wasserschloss des Ruetzwerkes. Hinter Kreith befindet sich dann das nächste berühmte Fotomotiv der Stubaitalbahn: der Kreither Viadukt führt mit einer Länge von 110 Metern in einer Höhe von 25 Metern über den Klausbachgraben. Die Brücke ist eine von nur drei stählernen Trestle-Brücken in Österreich. Die anderen beiden befinden sich auf der Ybbstalbahn-Bergstrecke.
Bald sind die Telfer Wiesen erreicht, von wo die Stubaier Alpen sichtbar werden (Stubaier Gletscher, Zuckerhütl, Habicht, Serles).
Neben dem Mutterer und dem Kreither Viadukt sind auch die Bahnhofsgebäude der Stubaitalbahn architektonische Sehenswürdigkeiten. Der alte Stubaitalbahnhof in Innsbruck und die Bahnhofsgebäude in Mutters, Kreith, Telfes und Fulpmes sind seit ihrem Bau 1904 kaum verändert worden, was der Bahn auch einen gewissen Charme verleiht.

## Fahrzeuge

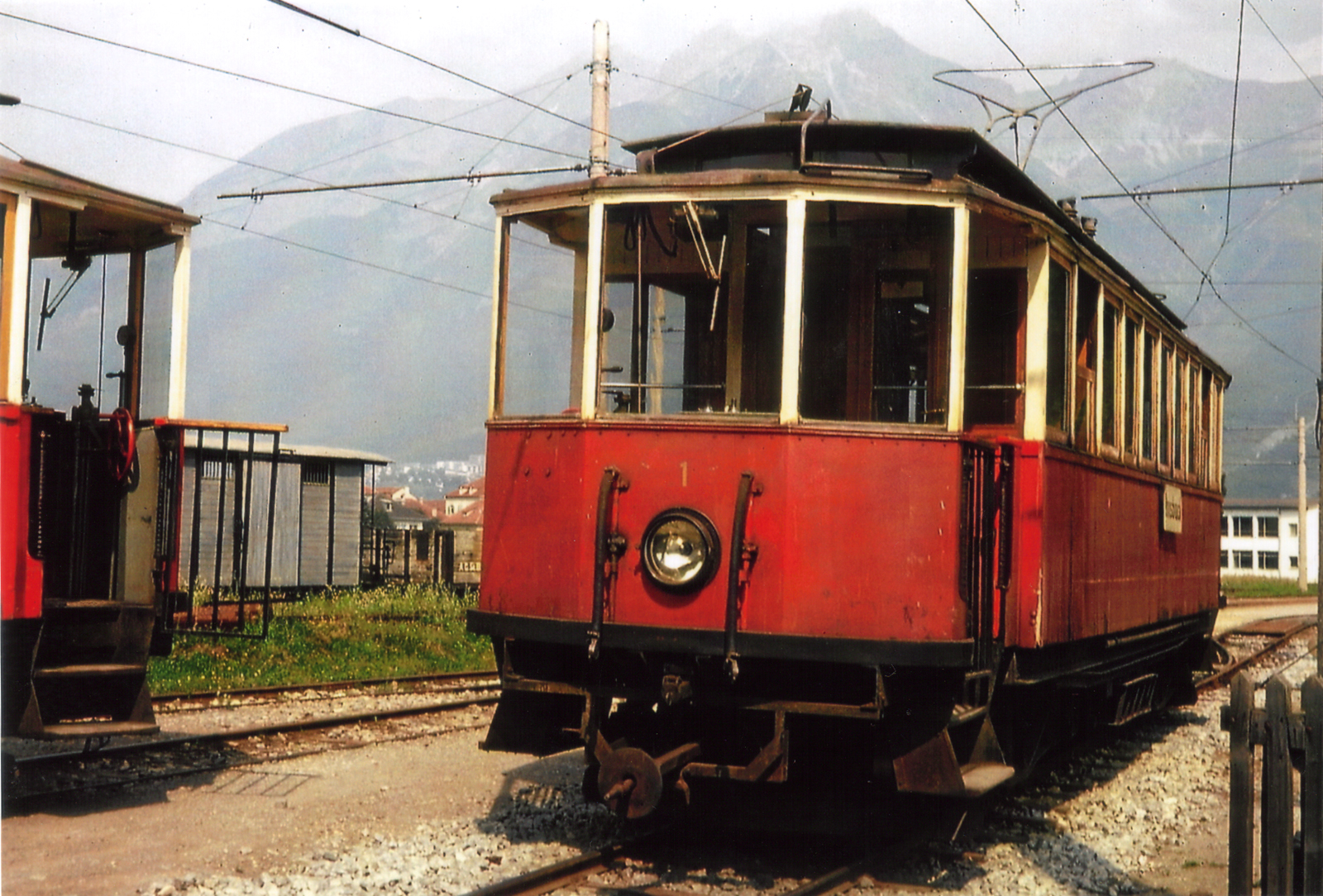
Triebwagen 1 noch mit offenen Plattformen und Lyrabügel

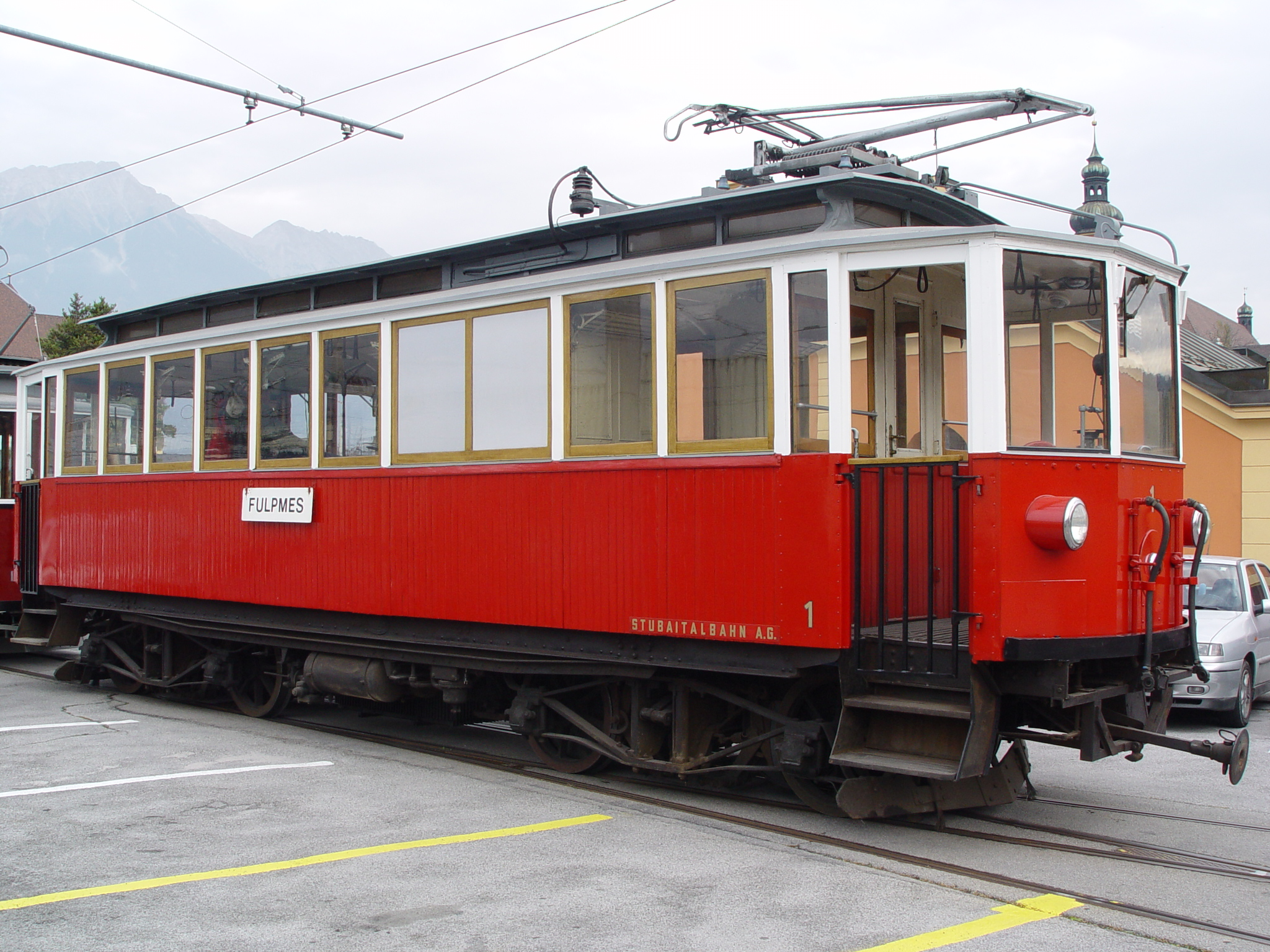
Triebwagen 1 im Letztzustand

Die Stubaitalbahn verfügte in allen Epochen über einen für sie typischen Fuhrpark, unter den sich kaum Fahrzeuge der anderen Innsbrucker Straßen- und Lokalbahnen mischten. Das lag vor allen Dingen daran, dass sie lange Zeit nur mit Wechselstrom betrieben wurde und auch bis Ende der 1990er Jahre eine eigene Gesellschaft war. Heute trägt das Zugleitsystem dazu bei, dass nur ein ausgewählter Fuhrpark nach Fulpmes kommt. Neben den weiter unten beschrieben Fahrzeugen waren auch ab und zu Exoten auf der Stubaitalbahn im Einsatz: Im Ersten Weltkrieg wurde auf Grund von Ersatzteilmangel für die Motoren eine Dampflok der Innsbrucker Mittelgebirgsbahn eingesetzt, um die nicht mehr betriebstüchtigen Triebwagen nach Fulpmes und zurückzuziehen. Beiwagen der Localbahn Innsbruck–Hall i. Tirol waren später als Verstärkung für Skizüge im Einsatz, wenn die eigenen Reserven nicht ausreichten. Heute trifft man Triebwagen der ehemaligen Localbahn Innsbruck-Hall i. Tirol als Sonder- oder Arbeitszüge auf der Strecke an. Im Gegensatz dazu kann man heute den Fahrzeugen, die für die Stubaitalbahn bestimmt sind, auch auf anderen Linien des Straßenbahnnetzes begegnen.

#### Flexity Outlook („Cityrunner“), Betriebsnummern 351 bis 356

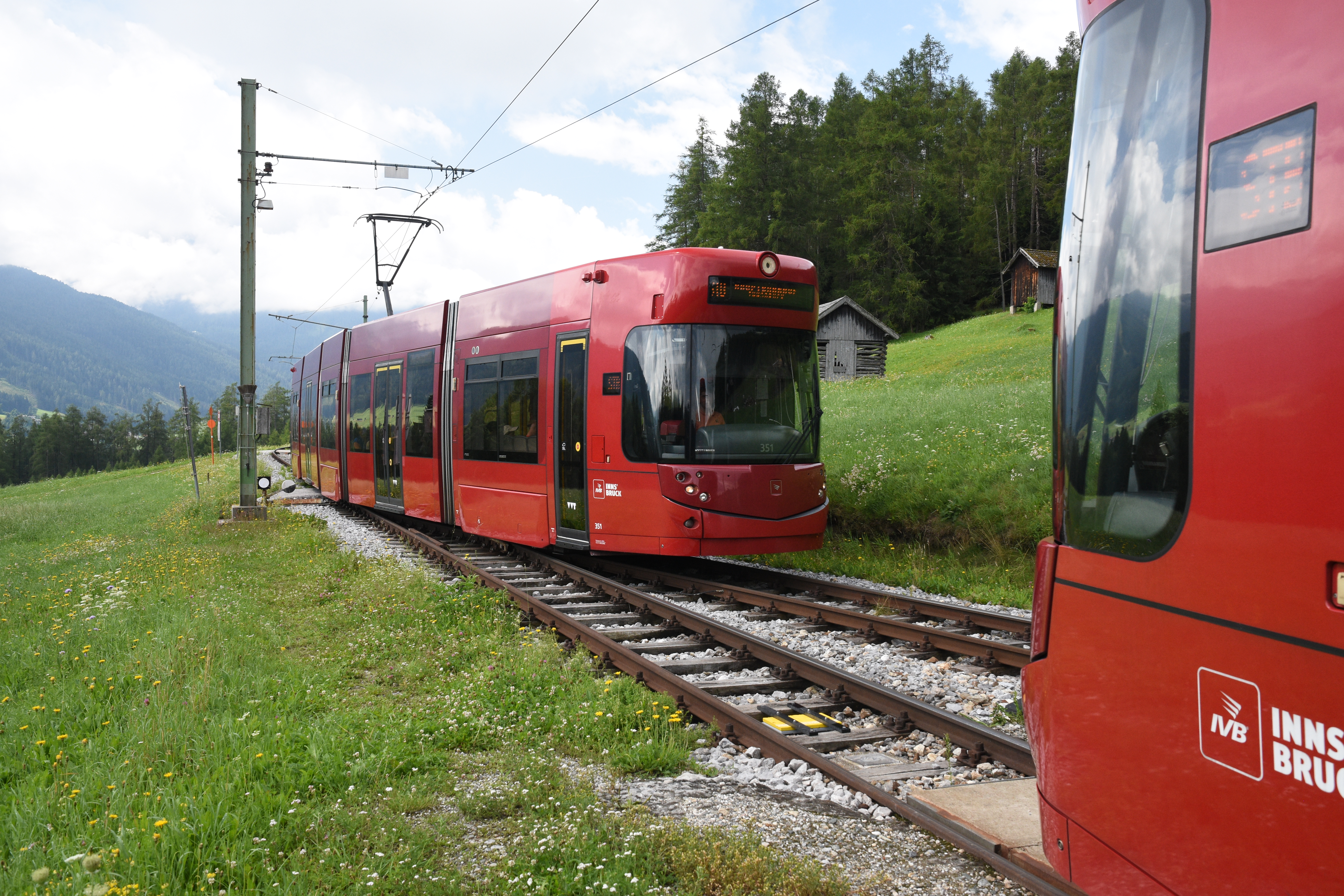
Bombardier Flexity Outlook Cityrunner 351

### Triebwagen

#### Vierachsige „Stubaier-Triebwagen“, Betriebsnummern 1 bis 3 und 4

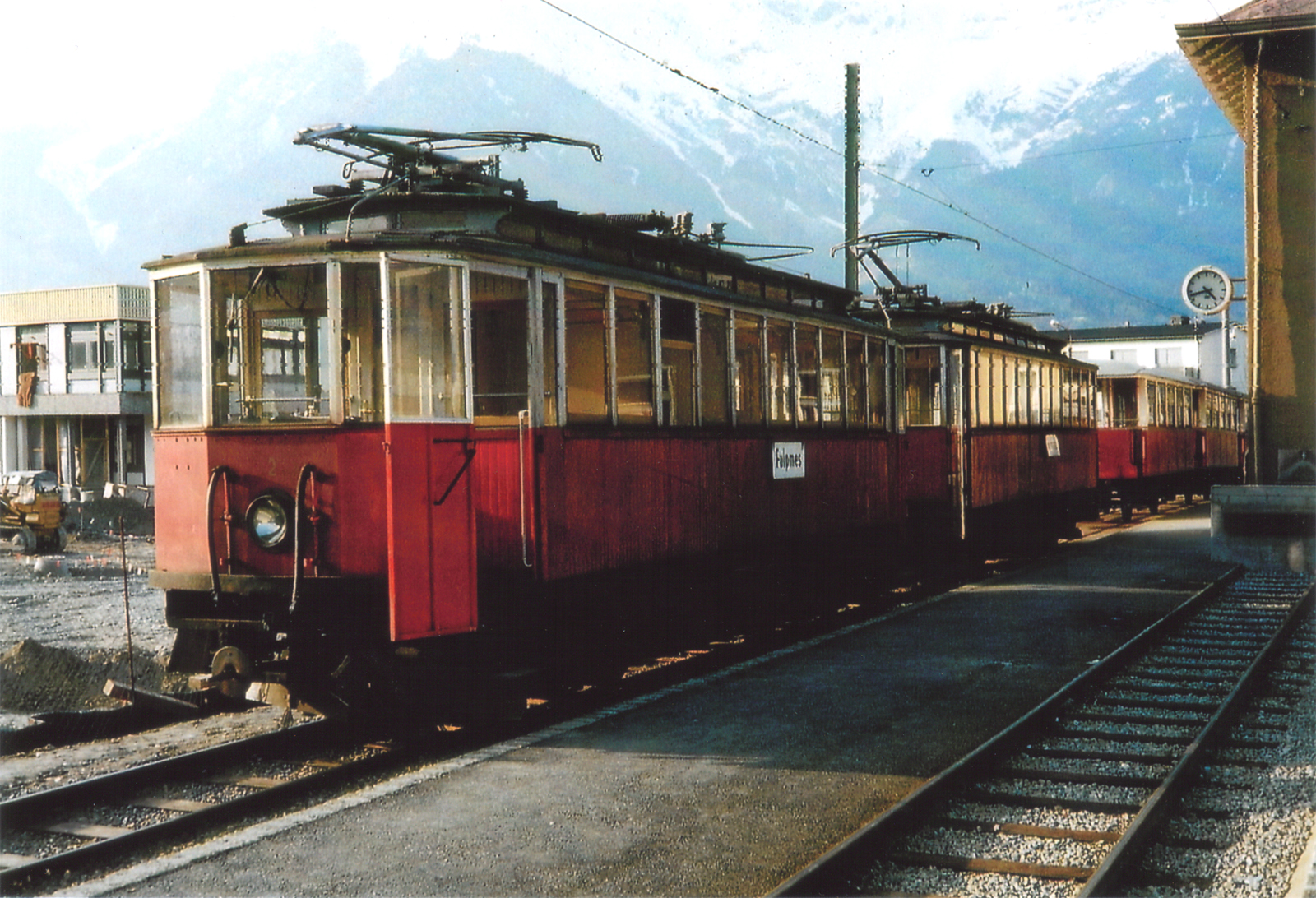
Doppeltraktion (vorn: Triebwagen 2, hinten Triebwagen 4) mit Halbscherenstromabnehmer und Lyrabügel, sowie Plattformtüren

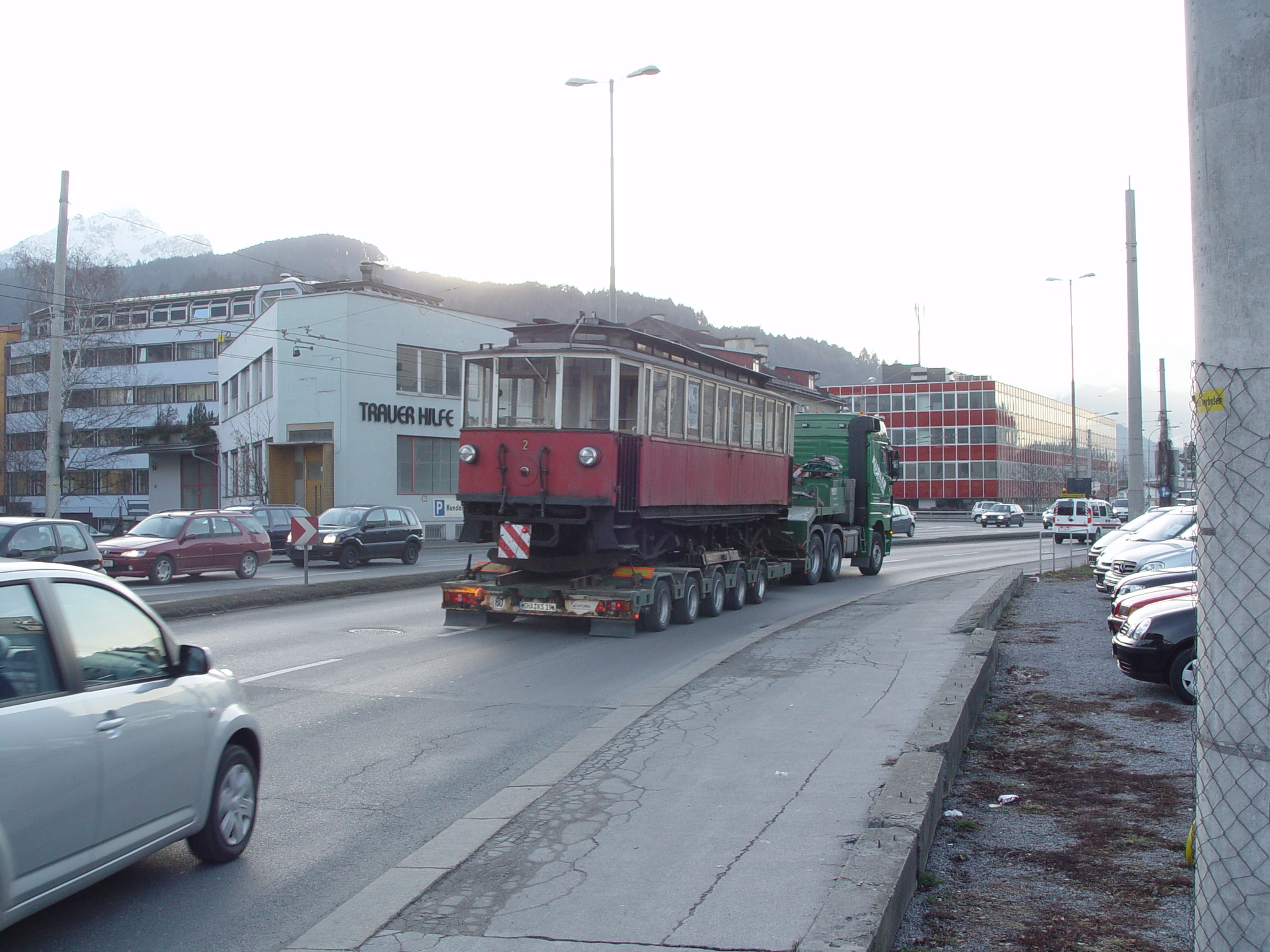
Abtransport des Triebwagens 2

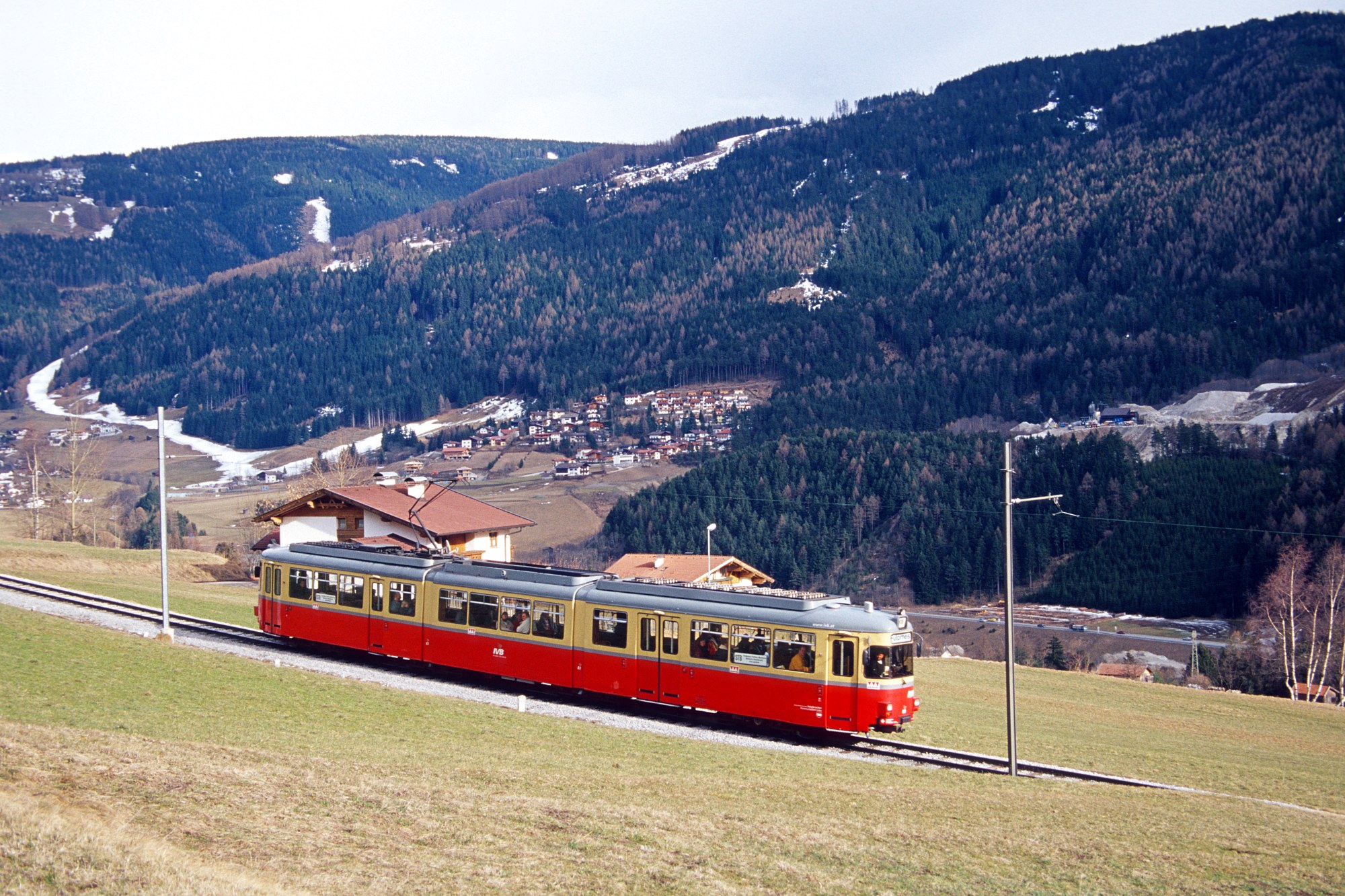
ex-Hagener Triebwagen in einem ehemaligen Farbschema der IVB vor Fulpmes

Der Stubaitalbahn standen bei ihrer Eröffnung 1904 drei Wechselstromtriebwagen zur Verfügung. Der Aufbau und die Mechanik wurde von der Grazer Waggonfabrik hergestellt, der elektrische Part von der AEG-Union. Im Folgejahr wurde ein weiterer in leicht verändertem Design beschafft. Die Triebwagen hatten eine Länge von 11.400 mm (Triebwagen 4: 11.900 mm) und eine Breite von 2.400 Millimetern, wogen 20,5 Tonnen (Triebwagen 4: 21,0) Tonnen, und boten 38 Sitz- und 28 Stehplätze (Triebwagen 4: 36 bzw. 26 Plätze). Die Besonderheit dieser Triebwagen war, dass sie die ersten Einphasen-Wechselstrom-Triebwagen der Welt waren. Die schlechten Erfahrungen mit diesen Triebwagen führten dazu, dass in der Zeit danach für Bahnen keine Wechselstrommotoren mehr gebaut wurden, die mit so hoher Frequenz betrieben wurden.
Erscheinungsbild:
Die Triebwagen waren ursprünglich in einem braun/weißen Farbschema lackiert, wurden aber Ende der 1950er Jahre im rot/weißen Innsbrucker Farbschema angestrichen. Da die Bahn damals als reine „Regionalbahn“ ausgelegt war, waren die Fahrzeuge im Gegensatz zu Fahrzeugen der anderen Innsbrucker Bahnen, die in den Folgejahren beschafft wurden, recht bullig. Der Wagenkasten verfügte an den Flanken über eine Holzverlattung. Die Vorder- und Rückseite war bei den Triebwagen 1 bis 3 verblecht, bei Triebwagen 4 ebenfalls gelattet. In der Wagenmitte zwischen zweiter und dritter Klasse befand sich ein Hochspannungsabteil, in dem der Transformator untergebracht war. Triebwagen 4 unterschied sich von den anderen Triebwagen äußerlich noch dadurch, dass er um 500 Millimeter länger war (die Plattformen waren je 250 Millimeter länger), und die Fenster der zweiten Klasse waren doppelt so groß (welche aber später auch gleich groß wie die anderen Fenster des Wagens gemacht wurden) wie die restlichen Seitenfenster. Die Triebwagen waren mit einem Lyrabügel ausgestattet. Die Plattformen der Führerstände waren nur mit einem Gitter verschließbar, und wurden erst später im Winter durch abnehmbare Türen ersetzt. Ende der 1960er Jahre wurden zusätzlich die erwähnten Halbscherenstromabnehmer montiert. Einige Jahre darauf wurde der Lyrabügel entfernt. Ursprünglich waren die Wagen mit einem Dachscheinwerfer ausgestattet, der jedoch bald durch einen Mittelscheinwerfer in der Frontverblechung ersetzt wurde. Später schrieb die Behörde der Stubaitalbahn vor, ein zweilaterniges Zugspitzensignal zu montieren.
Technisches:
Die Triebwagen verfügten über je vier Winter-Eichberg-Wechselstrommotoren, die mit 2500 Volt Wechselspannung zu 42,5 Hertz betrieben wurden und 29 Kilowatt (40 PS) entwickelten. Die Motoren zeigten eine sehr hohe Wärmeentwicklung und auch Bürstenfeuer trat häufig auf, was zu einer kurzen Lebensdauer der Isolierungen führte. Die Druckluftbremse wurde über einen Achskompressor betrieben. Im Gegensatz zum Druckluftsystem der späteren Haller Triebwagen hatte dieses System eine getrennte Steuer- und Hauptbremsleitung, was eine Doppeltraktion erlaubte. Ende der 1920er Jahre wurden die Motoren gegen Winter-Eichberg-2-Motoren getauscht, die mit 3000 Volt bei 50 Hertz betrieben wurden und 37 Kilowatt (50 PS) entwickelten, aber keine wesentlichen Verbesserungen brachten. Mitte der 1950er Jahre wurden die Triebwagen generalüberholt. Die Druckluftbremse wurde erneuert und der Achskompressor gegen einen elektrischen Kompressor ausgetauscht.
Aktuelles:
Triebwagen 3 hatte 1982 einen Unfall, bei dem er schwer beschädigt wurde. Aufgrund der baldigen Umstellung der Stubaitalbahn auf Gleichstrom beschloss man, den Triebwagen abzubrechen. 1983 wurden die restlichen Triebwagen endgültig abgestellt und den neu gegründeten Tiroler MuseumsBahnen übergeben. Triebwagen 1 wurde zum 100-jährigen Jubiläum der Stubaitalbahn äußerlich aufgearbeitet und bei der Feier als mobiles Museum nach Fulpmes geschleppt. Triebwagen 2 wurde im Jänner 2008 nach Hugstetten/Breisgau transportiert, wo er eine neue Unterkunft bekam.

### Beiwagen

#### Zweiachsige „Stubaier-Beiwagen“, Betriebsnummern 11 bis 16 und 17

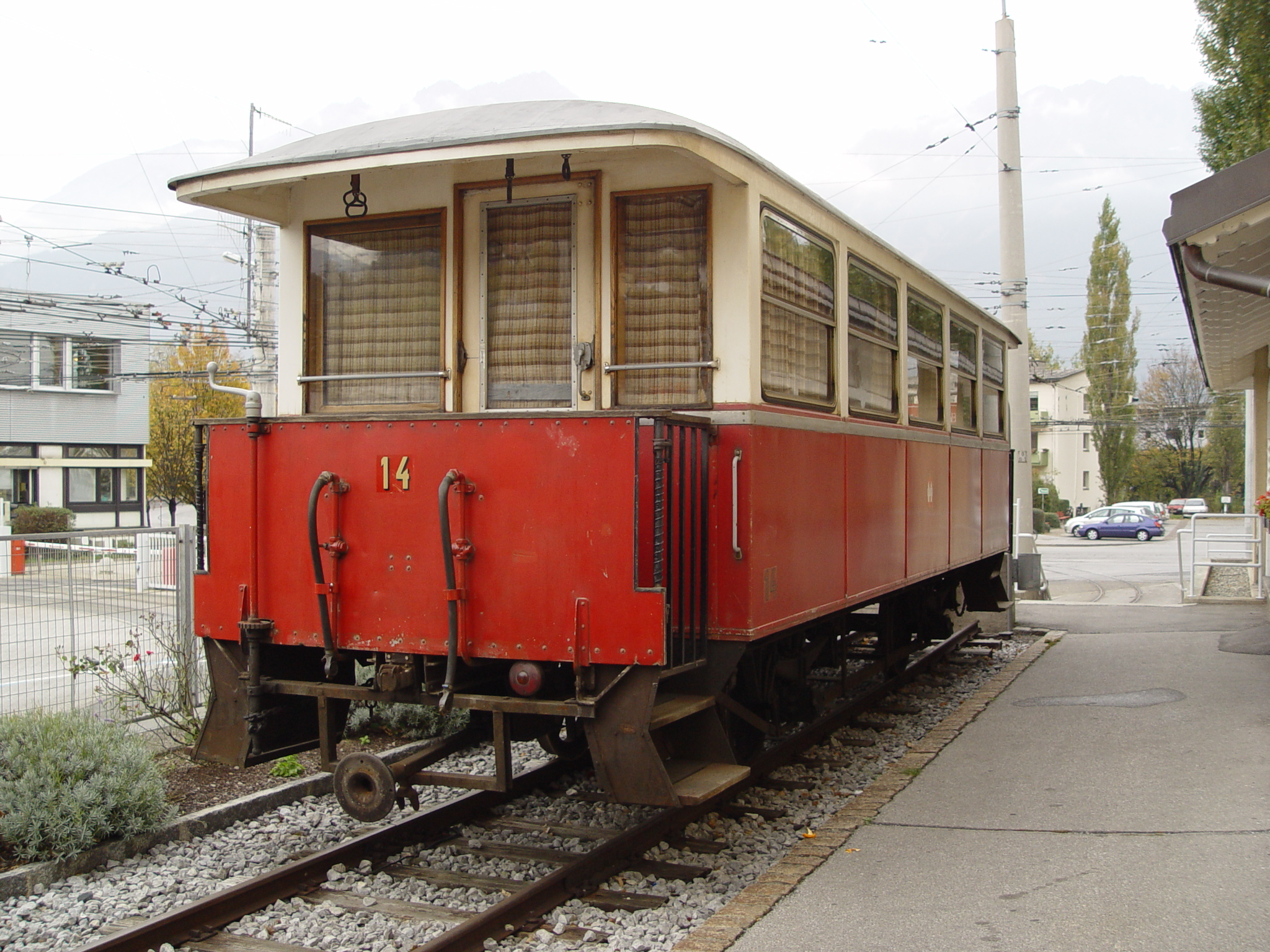
Zweiachsiger Beiwagen 14 mit blechernem Wagenkasten

Die Stubaitalbahn beschaffte 1904 zur Eröffnung sechs zweiachsige Beiwagen. 1969 wurde aufgrund von akutem Wagenmangel ein siebter (Nummer 17) aus vorhanden Ersatzteilen aufgebaut. Die Beiwagen waren gleich wie die Triebwagen der Stubaitalbahn von der Grazer Wagonfabrik und hatten ebenfalls eine Breite von 2400 Millimeter. Mit ihrer Länge von 10.000 Millimeter und einer Masse von 7,0 Tonnen waren sie die größten Beiwagen in Innsbruck und boten 36 Sitzplätze sowie 27 Stehplätze.
Erscheinungsbild:
Die Beiwagen hatten einen hölzernen Wagenkasten und waren im braun/weißen Stubaitalbahn-Farbschema lackiert. Die Flanken waren mit einer Holzverlattung verkleidet, während die Front- und Heckseiten der Plattformen aus Blech war. Da die Beiwagen nachts immer im Freien standen, waren die Wagenkästen Mitte der 1950er Jahre bereits stark verrottet. Sie wurden abgebrochen und auf den Fahrgestellen wurden komplett neue, nach damaligem Standard moderne Beiwagen aufgebaut, die über eine verblechte Flanke und ebenfalls moderne Halbfenster verfügten. Auch waren die neuen Beiwagen rot/weiß lackiert.
Technisches:
Die Beiwagen verfügten ebenfalls über eine Druckluftbremse. Der lange Radstand (4000 Millimeter) der Beiwagen beanspruchte den Oberbau der Bahn über die Jahre stark, so dass heute auch keine Betriebsgenehmigung mehr für die Beiwagen vorliegt.
Aktuelles:
Zwei Beiwagen befinden sich heute bei den Nostalgiebahnen in Kärnten und einer bei den Tiroler MuseumsBahnen. Die restlichen gelangten zur Bregenzerwaldbahn, wo sie auf 760 Millimeter umgespurt wurden. Einer dieser Wagen hat später einen, an Schmalspurwagen mehr ähnelnden Neukasten erhalten. 2017 wurden alle vier Wagen nach Rumänien abgegeben und dort zu Vierachsern umgebaut.

### Güterwagen

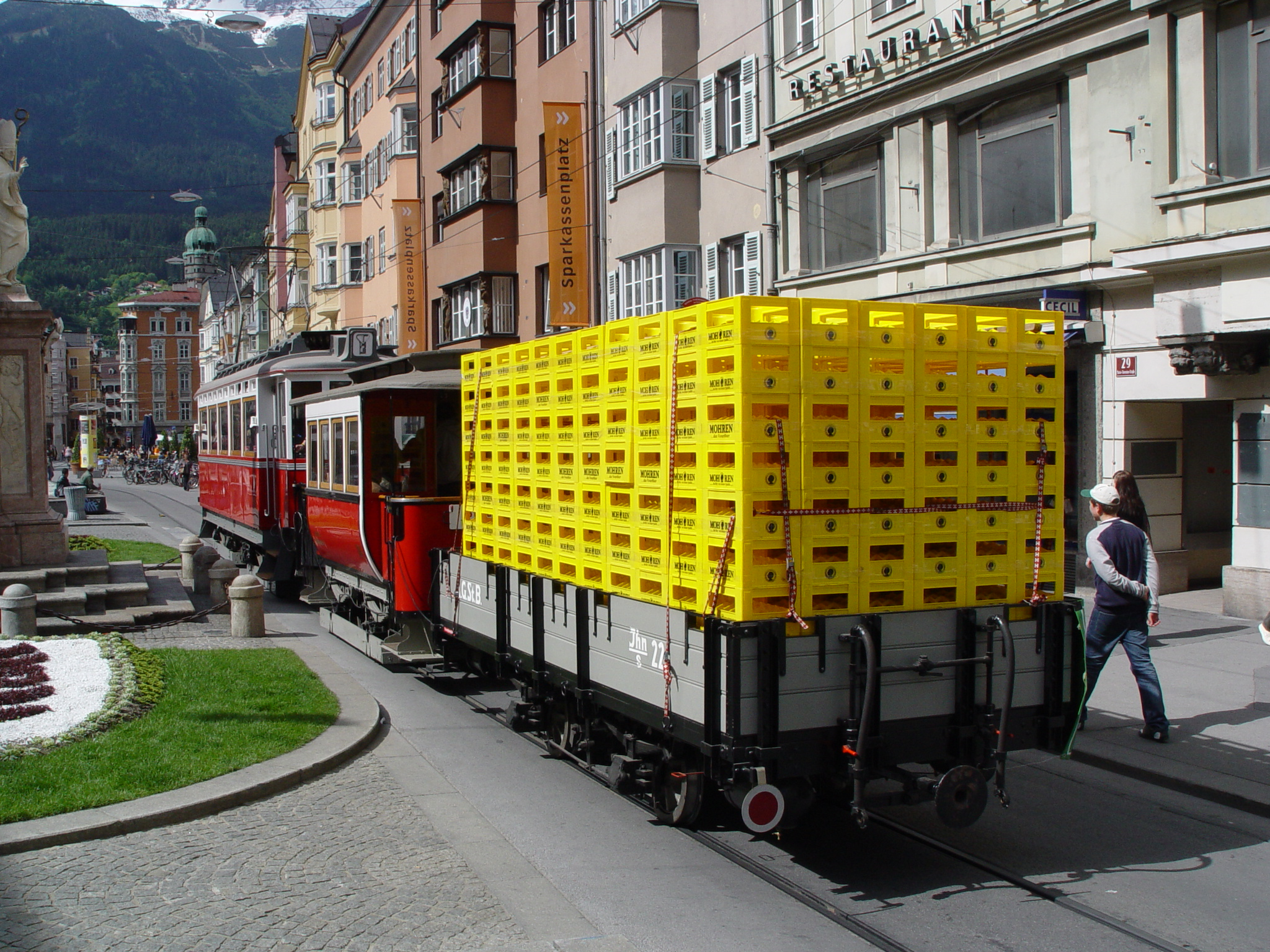
Güterwagen 22 der A.G.St.B. bei einer Sonderfahrt

Einer der wichtigsten Gründe für den Bau der Stubaitalbahn war die Kleineisenindustrie am Eingang des Stubaitals. Daher war anfangs der Güterverkehr eine wichtige Einnahmequelle für die Stubaitalbahn. 1904 standen der Stubaitalbahn je zwei zweiachsige geschlossene und Niederbord-Güterwagen zur Verfügung. Bis 1912 bestand die Güterwagen-Flotte aus zwei zweiachsigen und zwei dreiachsigen Niederbordwagen, zwei zweiachsigen und vier dreiachsigen offenen Güterwagen, drei zweiachsigen und zwei dreiachsigen geschlossenen Güterwagen und einem zweiachsigen Postwagen. Auch verfügte die Stubaitalbahn über einen eigenen Turmwagen. Die Fahrzeuge wurden alle von der Grazer Waggonfabrik geliefert.
Der Güterverkehr wurde 1974 eingestellt. GW21, GW29, GW33 und GW35 wurden an die Nostalgiebahnen in Kärnten abgegeben, wo sie heute bei der Lendkanaltramway hinterstellt sind. GW25 und GW34 wurde an die Florianerbahn abgegeben. GW234 wurde dort zerlegt und mittlerweile verschrottet. Mit der Umstellung der Stubaitalbahn auf Gleichstrom wurden die verbleibenden Güterwagen 1984 umnummeriert und erhielten eine 200er Stelle vorangestellt. GW232 und GW222 Tiroler MuseumsBahnen abgegeben, wo sie im Ursprungszustand restauriert wurden. GW228 wurde 1984 als Nachfolger für GW224 zu einem Spurpflug umgebaut, wonach GW224 mit den verbleibenden Güterwagen verschrottet wurde. GW228, GW236 (Gerätewagen) und GW237 (Turmwagen) wurden Anfang 2014 offiziell endgültig abgestellt. Während GW236 und GW237 an die Florianerbahn verkauft worden sind, wo sie sich seit Anfang 2018 befinden, wurde GW228 aufgrund von Platzmangel Mitte 2016 verschrottet.
| Nummer | Baujahr   | Masse in Tonnen | Länge in Millimeter | Maximale Zuladung in Tonnen | Bemerkung                                  |
| --- | --------- | --------------- | ------------------- | --------------------------- | ------------------------------------------ |
| Jhn 21–22 | 1904      | 2,2             | 5800                | 6,0                         | zweiachsig, Niederbord                     |
| Jhn 23–24 | 1905      | 5,2             | 7800                | 10,0                        | dreiachsig, Niederbord                     |
| Jk 25–26 | 1907      | 3,0             | 5800                | 6,0                         | zweiachsig, offen                          |
| Jkh 27–30 | 1908/1912 | 4,9             | 7800                | 10,0                        | dreiachsig, offen, Jkh 29–30: Baujahr 1912 |
| G 31–32 | 1904      | 3,3             | 5800                | 6,0                         | zweiachsig, geschlossen                    |
| G 33–34 | 1905      | 5,5             | 7800                | 10,0                        | dreiachsig, geschlossen                    |
| G 35 | 1907      | 3,9             | 5800                | 6,0                         | zweiachsig, geschlossen                    |
| GF 36 | 1908      | 3,9             | 5800                | 6,0                         | zweiachsig, geschlossen, Postwagen         |
| 37 | 1903      | 3,3             | 5800                | -                           | zweiachsig, Turmwagen                      |
| J: Offener Güterwagen; h: Drehschemel; n: Niederbordwagen; k: hohe Bordwände; G: Gedeckter Güterwagen; F: Postwagen |           |                 |                     |                             |                                            |